# 16. Juli
Der 16. Juli ist der 197. Tag des gregorianischen Kalenders (der 198. in Schaltjahren), somit bleiben noch 168 Tage bis zum Jahresende.

## Ereignisse

### Politik und Weltgeschehen
- 0622: Mit der Auswanderung (Hidschra) Mohammeds und seiner Getreuen von Mekka nach Medina beginnt die islamische Zeitrechnung.

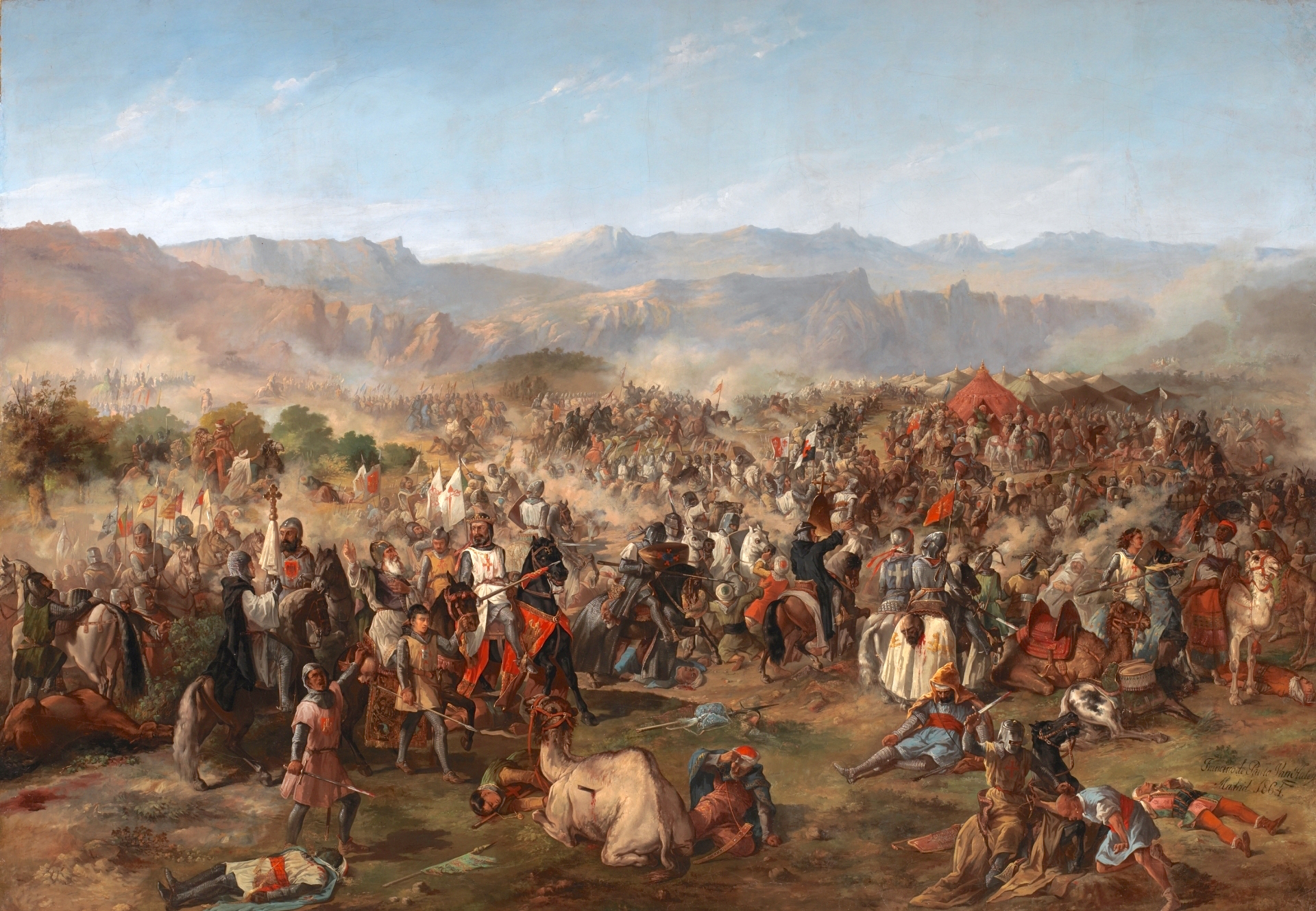
1212: Schlacht bei Las Navas de Tolosa

- 1050: Nürnberg wird in der sogenannten Sigena-Urkunde erstmals urkundlich erwähnt.
- 1212: Im Verlauf der Reconquista erringen die Truppen der verbündeten Königreiche von Kastilien, Aragón und Navarra unter Alfons VIII. in der Schlacht bei Las Navas de Tolosa einen entscheidenden Sieg gegen die maurischen Almohaden unter Kalif Muhammad an-Nasir.
- 1338: Die Kurfürsten des Heiligen Römischen Reiches bilden auf dem Königsstuhl von Rhens einen Kurverein zur Wahrung ihrer Rechte.

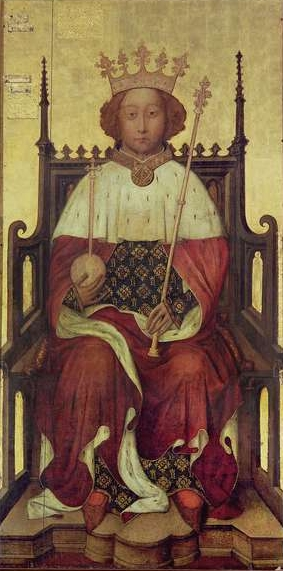
1377: Richard II.

- 1377: Der zehnjährige Richard II. wird zum König von England gekrönt.
- 1448: Der Frieden von Murten am Ende des Freiburgkriegs bürdet der Schweizer Stadt Freiburg eine hohe Entschädigung an das Herzogtum Savoyen auf.
- 1465: In der Schlacht bei Montlhéry trifft Ludwig XI. mit seinem königlichen Heer auf die Truppen der Ligue du Bien public unter Karl dem Kühnen. Nach anfänglichen Vorteilen der Franzosen können die burgundischen Truppen einen unentschiedenen Ausgang der Schlacht herbeiführen.
- 1551: Eine osmanische Seestreitmacht unter Turgut Reis erscheint vor der Küste Maltas, verwüstet die Insel, erobert die Nachbarinsel Gozo und führt beinahe die gesamte Bevölkerung in die Sklaverei.
- 1627: Barbaresken-Korsaren nehmen auf der südlich von Island gelegenen Inselgruppe Vestmannaeyjar einheimische Frauen und junge Leute gefangen, um sie in Nordafrika als Sklaven zu verkaufen. Andere Bewohner werden getötet.
- 1641: Kaiserliche Truppen unter dem Feldmarschall Melchior von Hatzfeldt beginnen im Dreißigjährigen Krieg mit der Belagerung von Dorsten.
- 1760: Im Gefecht bei Emsdorf gelingt den alliierten Truppen im Siebenjährigen Krieg ein Sieg über ein französisches Korps.
- 1761: Die zweitägige Schlacht bei Vellinghausen im Siebenjährigen Krieg endet mit einem Sieg der Alliierten (u. a. Engländer, Hannoveraner, Hessen, Preußen) unter Ferdinand von Braunschweig über die Franzosen unter dem Befehl von Charles de Rohan, prince de Soubise und Victor-François de Broglie.
- 1789: Zwei Tage nach dem Sturm auf die Bastille beginnt deren endgültiger Abriss.
- 1790: In den Vereinigten Staaten wird der District of Columbia geschaffen. Damit entsteht die Planhauptstadt Washington, D.C.
- 1857: Die im Bibighar, Kanpur festgesetzten zweihundert britischen Frauen und Kinder werden hingerichtet. Das Massaker an den Wehrlosen zählt zu den für die britische Öffentlichkeit traumatischsten Ereignissen des Indischen Aufstands von 1857.
- 1861: Die Armee der Nordstaaten unter Brigade-General Irvin McDowell beginnt auf Befehl Präsident Abraham Lincolns ihre erste Offensive in Richtung der konföderierten Hauptstadt Richmond, die bereits wenige Tage darauf am Bull Run im Debakel endet.

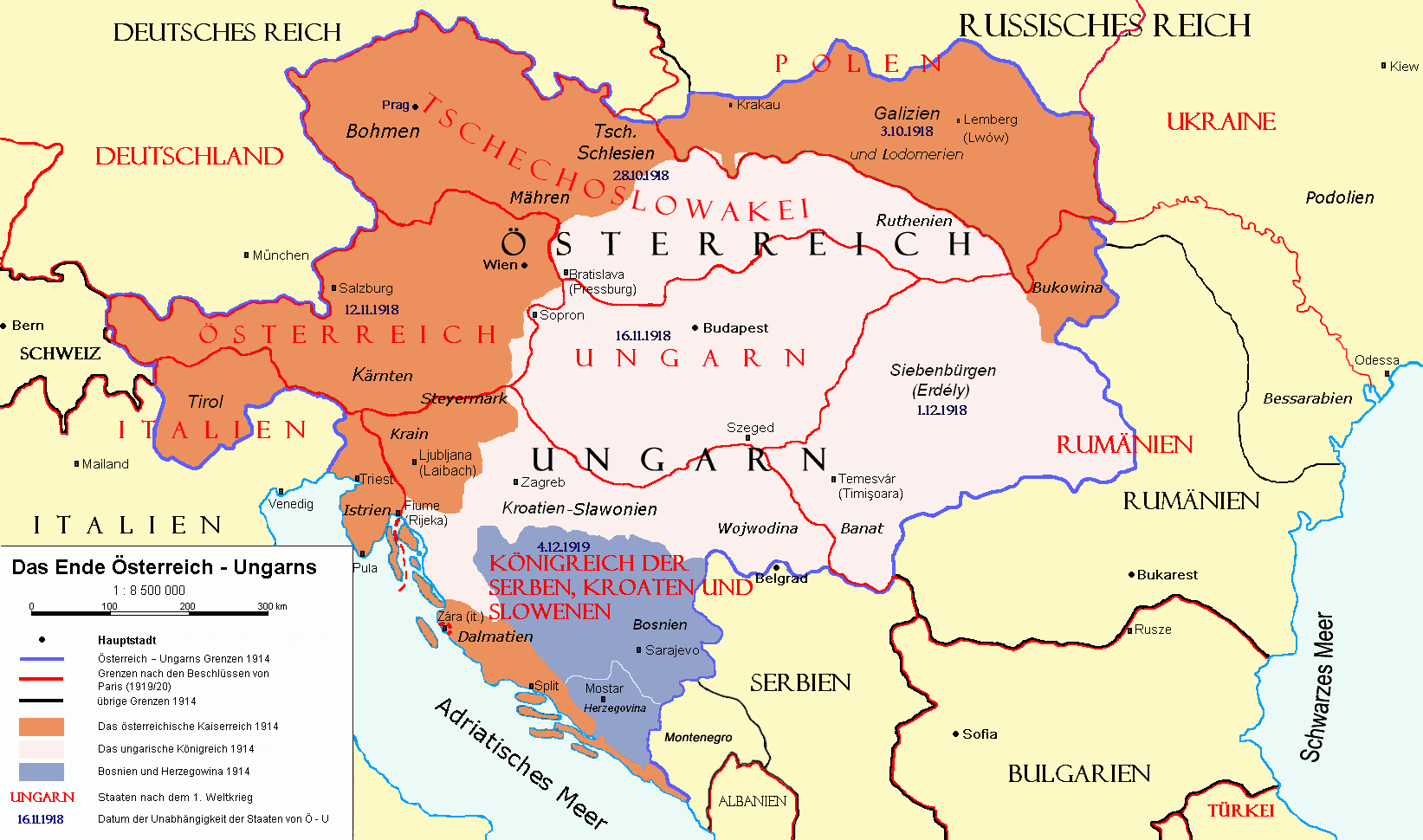
1920: Die territoriale Aufteilung Österreich-Ungarns durch den Vertrag von Saint-Germain

- 1920: Der Vertrag von Saint-Germain, der die Auflösung der k.u.k. Doppel-Monarchie Österreich-Ungarn und die Bedingungen für die neue Republik Österreich regelt, tritt in Kraft.
- 1940: Adolf Hitler erlässt die Weisung Nummer 16 zur Vorbereitung einer Invasion Englands, die den Decknamen Unternehmens Seelöwe erhält.
- 1942: Auf Anordnung der Vichy-Regierung unter Pierre Laval treibt die französische Polizei in der Razzia Rafle du Vel’d’Hiv 13.000 bis 20.000 Juden in einem Stadion zusammen.
- 1951: Der wegen seines Verhaltens während der deutschen Okkupation Belgiens umstrittene König Leopold III. tritt zu Gunsten seines Sohnes Baudouin zurück.
- 1952: Am Werbellinsee weiht DDR-Präsident Wilhelm Pieck das Pionierlager der Pionierrepublik Wilhelm Pieck ein.
- 1958: Generalsekretär Walter Ulbricht verkündet auf dem fünften Parteitag der SED die Zehn Gebote der sozialistischen Moral und Ethik.
- 1979: Ahmad Hasan al-Bakr erklärt seinen Rücktritt als Staats- und Regierungschef des Irak und ernennt Saddam Hussein zu seinem Nachfolger.
- 1982: Das Asylverfahrensgesetz (heutige Bezeichnung: Asylgesetz) der BRD tritt in Kraft.
- 1990: Helmut Kohl besucht Michail Gorbatschow in der Sowjetunion und verhandelt mit ihm über die deutsche Wiedervereinigung.
- 1994: In Ruanda endet der Völkermord an den Tutsi.
- 2003: In São Tomé und Príncipe putscht das Militär gegen Staatspräsident Fradique de Menezes, der sich gerade auf Staatsbesuch in Nigeria befindet, und Premierministerin Maria das Neves. Der Putsch wird nach wenigen Tagen friedlich beendet.
- 2019: Das Europäische Parlament wählt Ursula von der Leyen zur ersten Präsidentin der Europäischen Kommission.
- 2021: Der NATO-Einsatz Resolute Support endet.

### Wirtschaft
- 1661: Die private Stockholms Banco bringt – als erstes Kreditinstitut in Europa – eigene ungedeckte Banknoten in Umlauf.
- 1909: Die August Horch Automobilwerke GmbH Zwickau wird als Vorläufer der Audi AG gegründet.
- 1927: Der Reichstag verabschiedet das Gesetz über Arbeitsvermittlung und Arbeitslosenversicherung. Die provisorische Regelung der Erwerbslosenfürsorgeverordnung im Rahmen der Kriegsfürsorge entfällt damit, es gibt jetzt einen echten Rechtsanspruch auf Arbeitslosengeld.
- 1935: In Oklahoma City wird die erste Parkuhr der Welt aufgestellt.

### Wissenschaft und Technik
- 1862: Lewis A. Swift entdeckt bei seinen Himmelsbeobachtungen einen neuen Kometen. Drei Tage später stößt Horace Parnell Tuttle unabhängig von Swift auf die gleiche Himmelserscheinung.

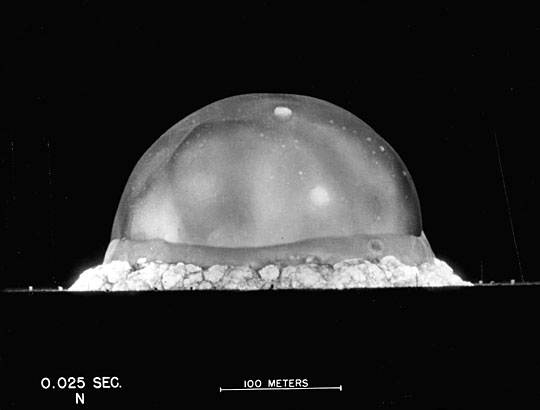
1945: Trinity-Explosion

- 1945: Die erste Atombombe wird im Rahmen des Manhattan-Projekts beim Trinity-Test auf dem White Sands Proving Ground nahe der Stadt Alamogordo in New Mexico gezündet.
- 1965: Sowjetisches bemanntes Mondprogramm: Der erste Start einer sowjetischen Proton-Rakete gelingt.

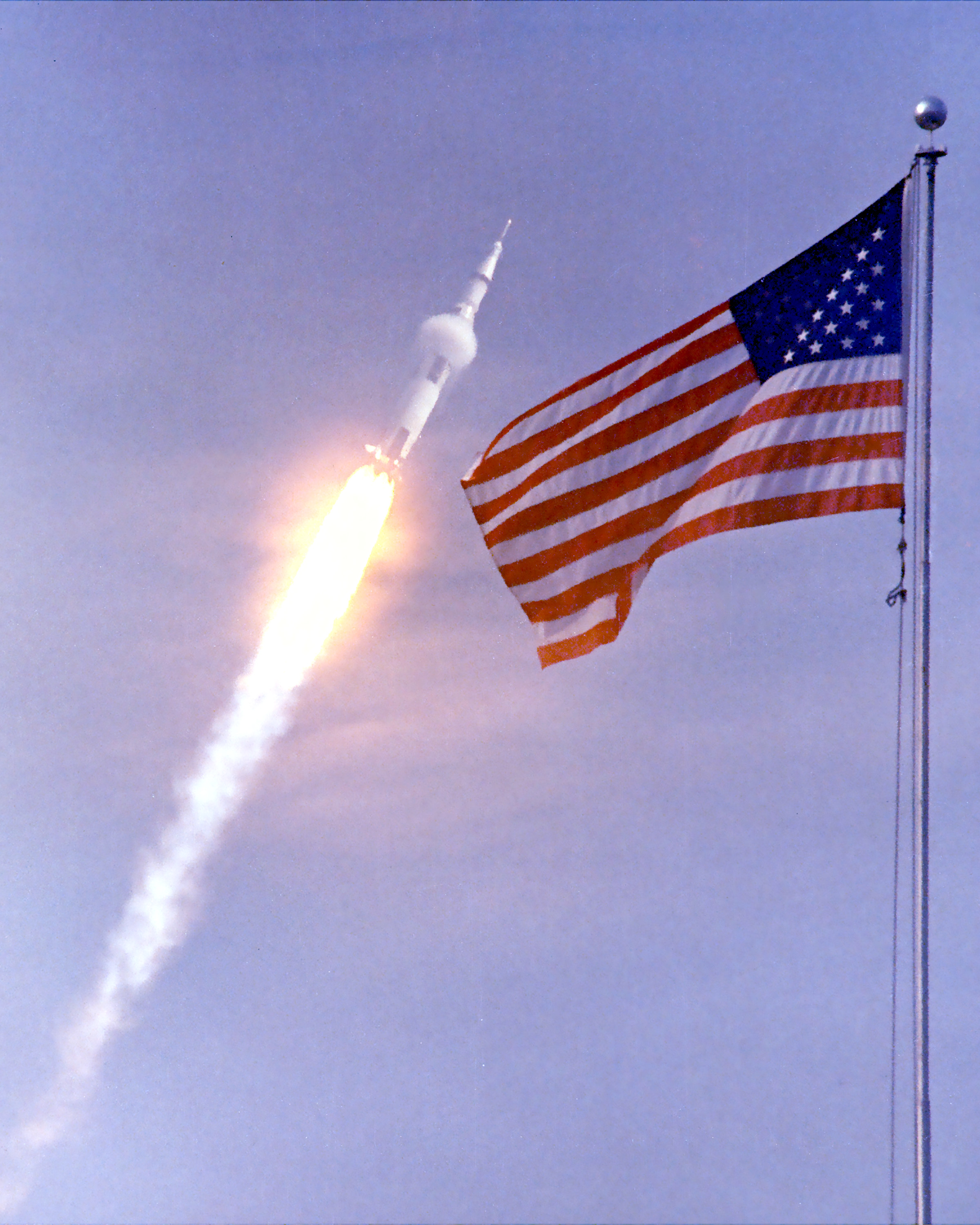
1969: Start von Apollo 11

- 1969: Apollo 11 wird zur ersten bemannten Landung auf dem Mond auf die Reise geschickt. An Bord befinden sich die Astronauten Neil Armstrong, Buzz Aldrin und Michael Collins.
- 1986: Die Mission T-15 des sowjetischen Sojus-Raumschiffs, mit der die erste Besatzung zur Raumstation Mir gebracht worden war, endet nach 125 Tagen.

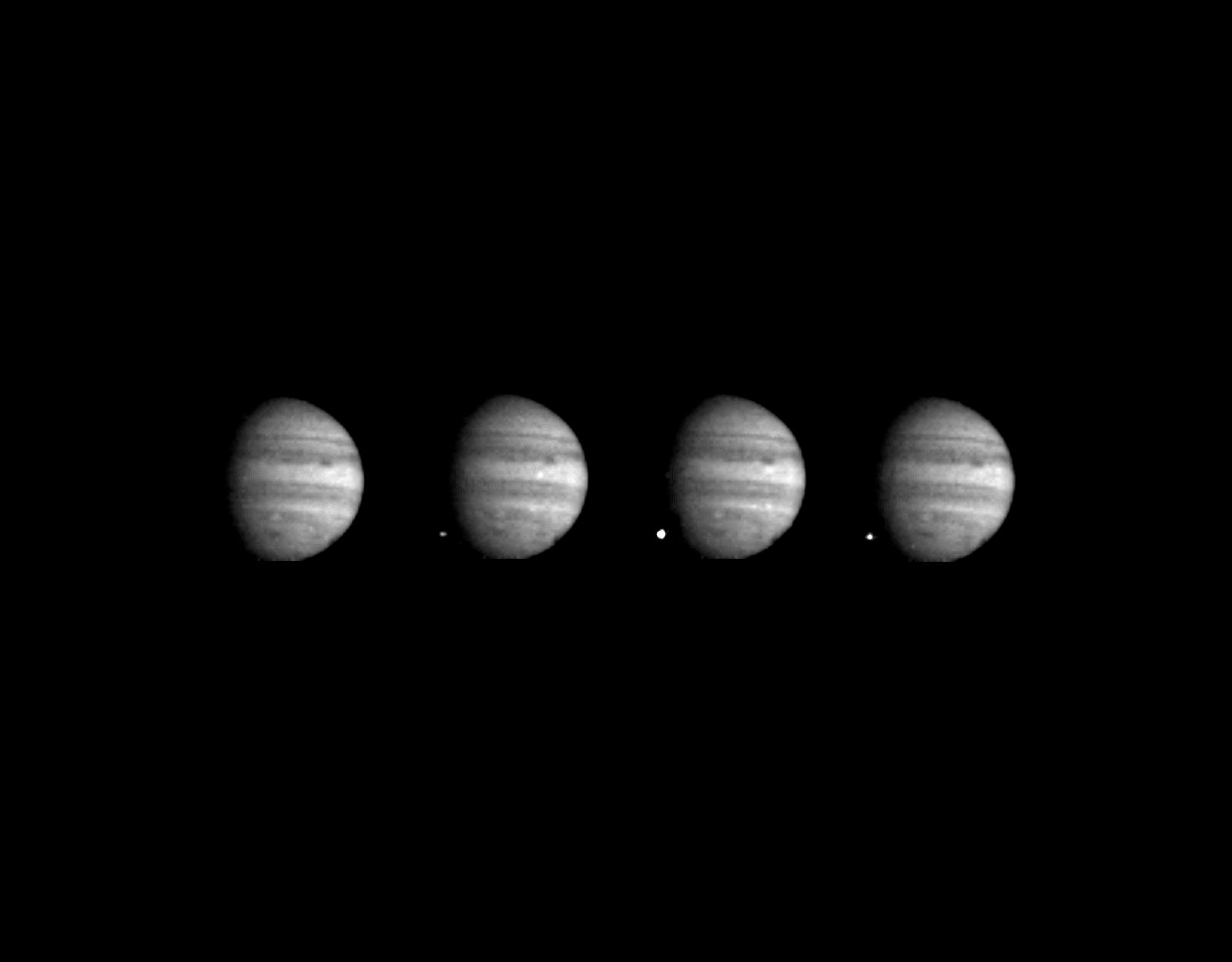
1994: Eintauchen des Fragments „W“

- 1994: Bruchstücke des im Vorjahr entdecken Kometen Shoemaker-Levy 9 tauchen in die Atmosphäre des Planeten Jupiter ein. Es ist das erste Mal, dass die Kollision zweier Körper des Sonnensystems und die Auswirkungen eines solchen Impakts direkt beobachtet werden können.

### Kultur

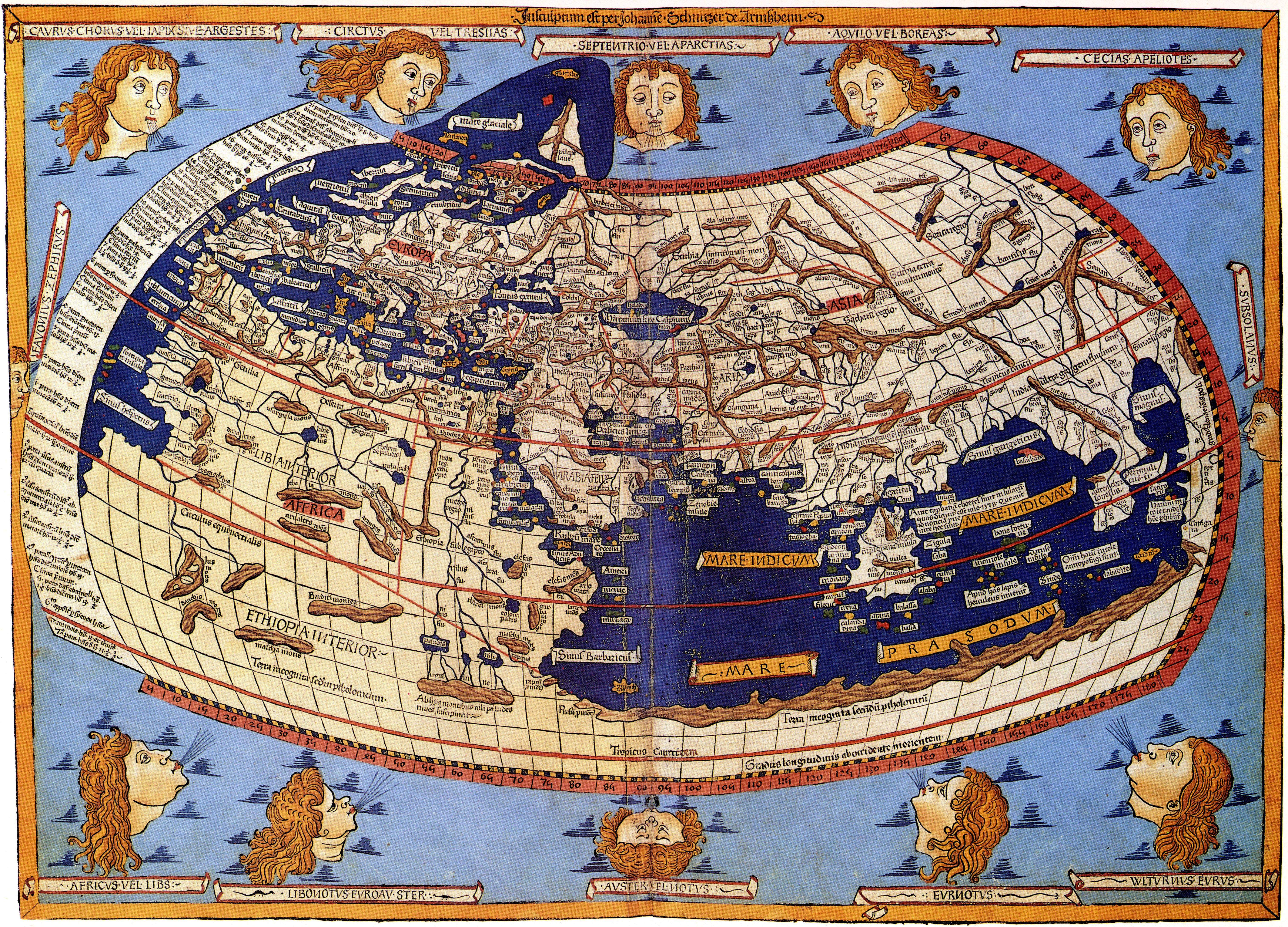
1482: Weltkarte der Cosmographia

- 1482: In Ulm druckt Lienhart Holl den ersten deutschen Weltatlas, die Cosmographia des Claudius Ptolemäus in der Ausgabe des Nicolaus Germanus.
- 1782: Wolfgang Amadeus Mozarts deutschsprachige komische Oper Die Entführung aus dem Serail hat ihre Uraufführung im Wiener Burgtheater. Das Libretto von Johann Gottlieb Stephanie basiert auf einem Singspiel von Christoph Friedrich Bretzner, der gegen die unautorisierte Umarbeitung seines Werkes protestiert.
- 1938: The Saturday Evening Post beginnt Alter Adel rostet nicht, einen weiteren Roman von P. G. Wodehouse um Bertie Wooster und seinen Kammerdiener Reginald Jeeves, als Fortsetzungsgeschichte zu veröffentlichen.
- 1951: Der Roman The Catcher in the Rye (Der Fänger im Roggen) des US-amerikanischen Schriftstellers J. D. Salinger erscheint. Der Roman wird innerhalb von zehn Jahren über drei Millionen Mal verkauft.

### Gesellschaft

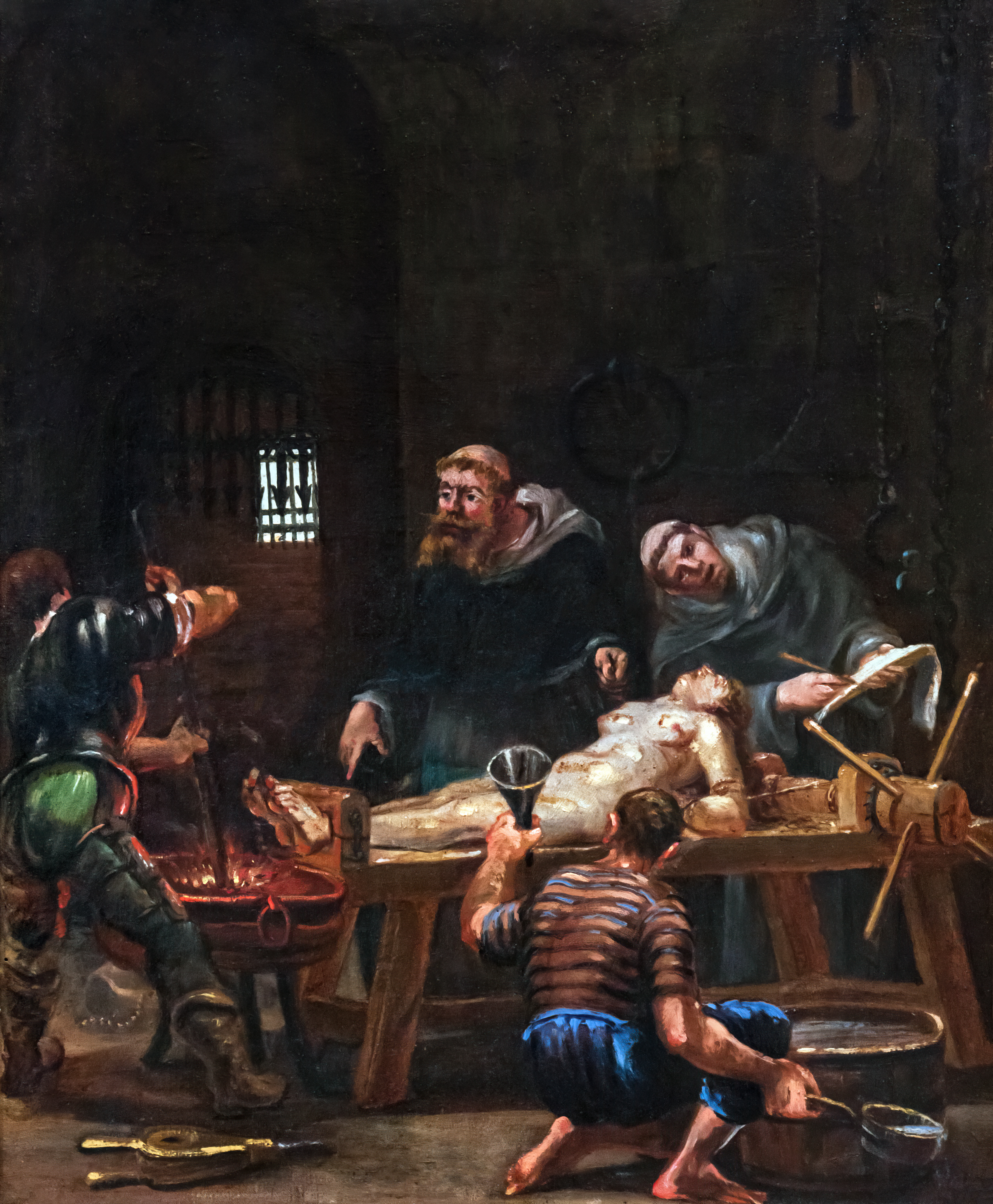
1676: Marie-Madeleine de Brinvilliers wird vor ihrem Tod gefoltert

- 1676: Marie-Madeleine de Brinvilliers wird von einer Kammer des Pariser Höchstgerichts schuldig gesprochen, ihren Vater und ihre beiden Brüder vergiftet zu haben. Das Todesurteil wird am nächsten Tag durch Enthaupten vollstreckt. Ihr Fall löst die so genannte Giftaffäre aus und führt zur Gründung der Chambre ardente durch Ludwig XIV.
- 1999: John F. Kennedy jr. stürzt auf einem von ihm selbst gesteuerten Flug nach Martha’s Vineyard zusammen mit seiner Frau Carolyn Bessette-Kennedy und deren Schwester Lauren kurz vor Erreichen des Zielflughafens im Atlantik ab.

### Religion
- 1054: Die Offenlegung einer päpstlichen Exkommunikationsbulle gegen den Patriarchen von Konstantinopel, Michael I., durch Humbert von Silva Candida löst das Morgenländische Schisma aus.
- 1228: Franz von Assisi wird von Papst Gregor IX. heiliggesprochen.

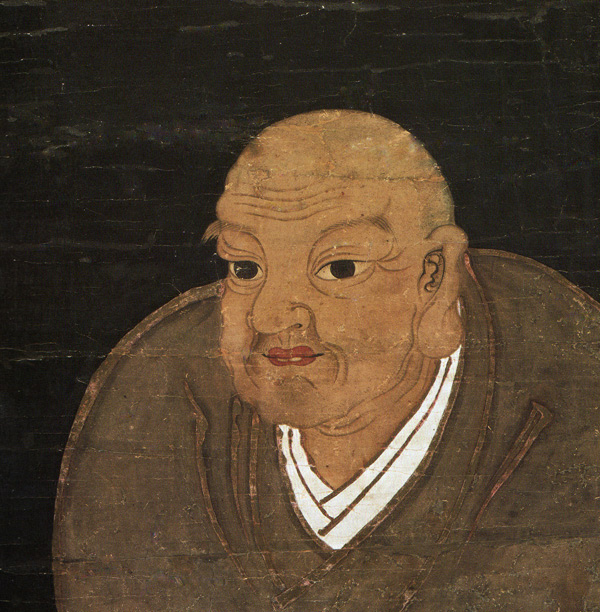
1260: Nichiren

- 1260: Nichiren mahnt in seiner Schrift Rissho Ankoku Ron eine Reform der buddhistischen Schulen Japans an.
- 1274: Das Zweite Konzil von Lyon entscheidet sich für ein Konklave bei jeder künftigen Papstwahl.
- 1519: Die Leipziger Disputation zwischen dem Ingolstädter Theologen Johannes Eck und den Wittenberger Theologen Andreas Bodenstein und Martin Luther wird beendet.
- 1821: In der Zirkumskriptionsbulle De salute animarum regelt Papst Pius VII. die Diözesen und Kirchenprovinzen in Preußen neu.
- 1848: Im Voodoo und im römischen Katholizismus wird die Wallfahrt nach Sodo in Haiti begründet.
- 1892: Den 400. Jahrestag der Entdeckung Amerikas nimmt Papst Leo XIII. in der Enzyklika Quarto abeunte saeculo zum Anlass, die seitdem durchgeführte Missionierung als Erfolg für die römisch-katholische Kirche zu würdigen.

### Katastrophen
- 1669: In Salzburg kostet ein Felssturz des Mönchsbergs 230 Menschen das Leben.
- 1832: Auf den Shetland-Inseln geraten 31 Fischerboote vom Typ Sixern in einen Sturm; 105 Menschen ertrinken.[1]
- 1935: Ein Erdbeben der Stärke 6,5 auf Taiwan fordert etwa 2.700 Tote.
- 1945: Auf der Bahnstrecke München–Rosenheim muss zwischen den Stationen Aßling und Oberelkofen ein Zug wegen Lokschaden anhalten, der mit ins Rheinland und nach Westfalen zurückkehrenden Kriegsgefangenen besetzt ist. Ein Güterzug mit Militärmaterial für die amerikanische Besatzungsmacht fährt auf den stehenden Zug auf. Die genaue Zahl der Opfer schwankt je nach Quellenlage von 102 bis 106 Getöteten.
- 1965: Schwere Unwetter mit starken Wolkenbrüchen suchen Südniedersachsen, Ostwestfalen und Nordhessen heim. Die dadurch verursachte Heinrichsflut kostet 11 Menschenleben, es entstehen Schäden in dreistelliger Millionenhöhe.
- 1990: Ein Erdbeben der Stärke 7,8 auf Luzon in den Philippinen kostet 1621 Menschen das Leben.
- 2001: Beim Wassereinbruch in eine Mine im Autonomen Gebiet Guangxi in der Volksrepublik China gibt es über 200 Tote.
- 2021: Ausgelöst durch Starkregen schwellen die Pegel an überwiegend kleinen Flüssen im Westen Deutschlands und den Benelux-Staaten binnen kürzester Zeit auf Rekordstände an, wodurch viele Gebäude volllaufen, oder gar von den Wassermassen komplett mitgerissen werden. In den folgenden Tagen werden etwa 200 Tote geborgen, allein im Landkreis Ahrweiler werden fast 120 Todesopfer gezählt. (Siehe auch Hochwasser)

Kleinere Unglücksfälle sind in den Unterartikeln von Katastrophe und in der Liste von Katastrophen aufgeführt.

### Sport
- 1950: Im entscheidenden Spiel der Fußball-Weltmeisterschaft schlägt Uruguay Gastgeber Brasilien mit 2:1 und gewinnt damit zum zweiten Mal nach 1930 den Titel.
- 2005: Das deutsche Team Gerolsteiner gewinnt durch Georg Totschnig seine erste Etappe in der Geschichte der Tour de France.
- 2005: In Montréal werden die 11. Schwimmweltmeisterschaften eröffnet. Die Veranstaltung, die bis zum 31. Juli dauern wird, ist die größte Sportveranstaltung in der Stadt seit den Olympischen Sommerspielen 1976 und die erste Schwimm-WM in Nordamerika.

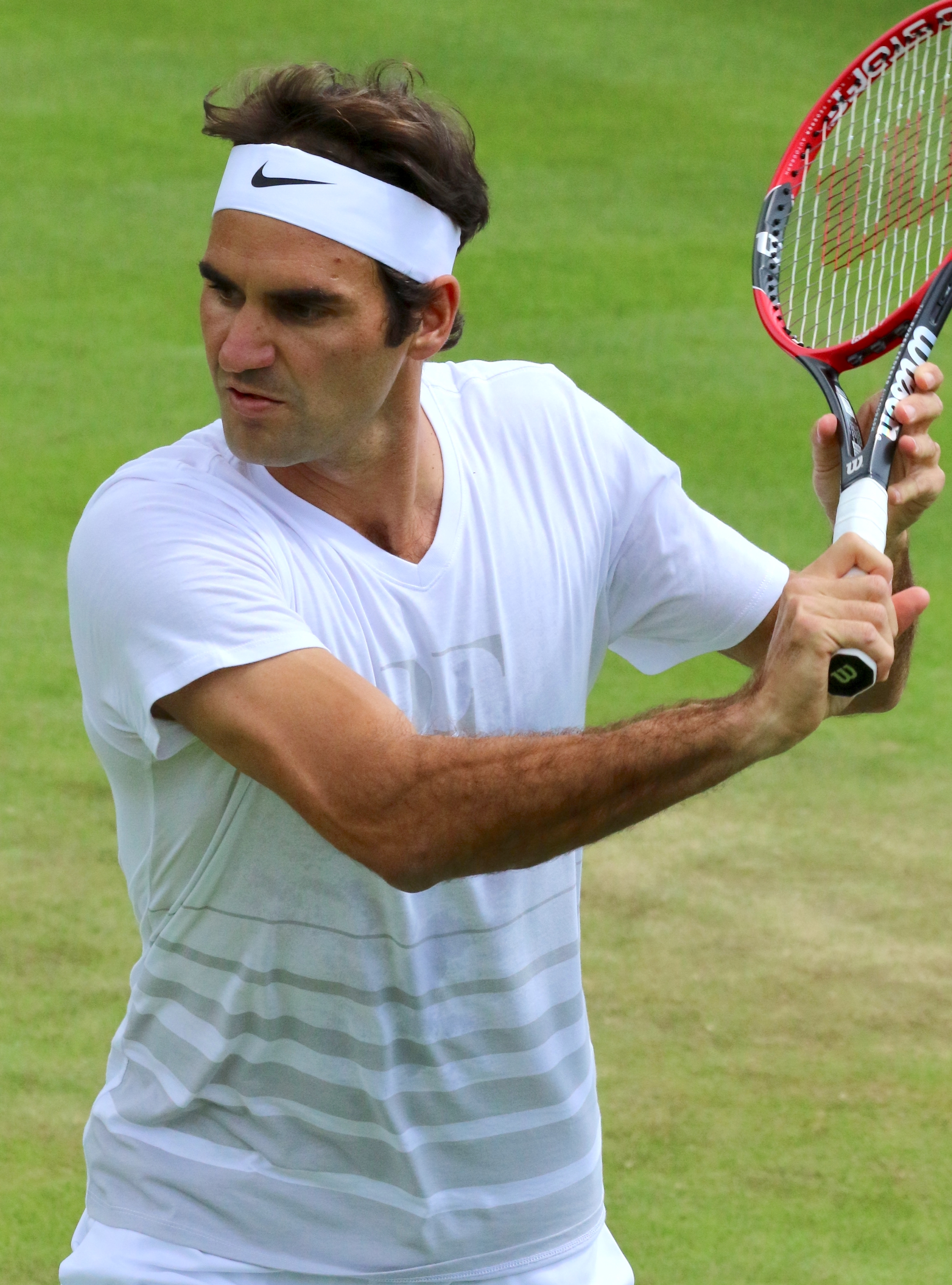
2017: Roger Federer

- 2017: Mit seinem achten Sieg im Herrenfinale von Wimbledon gegen den Kroaten Marin Čilić (6:3, 6:1, 6:4) gewinnt der Schweizer Tennisspieler Roger Federer seinen insgesamt 19. Grand-Slam-Titel im Einzel.

Einträge von Leichtathletik-Weltrekorden befinden sich unter der jeweiligen Disziplin unter Leichtathletik.
Einträge zu Fußballweltmeisterschaftsspielen finden sich in den Unterseiten von Fußball-Weltmeisterschaft. Das Gleiche gilt für Fußball-Europameisterschaften.

## Geboren

### Vor dem 18. Jahrhundert

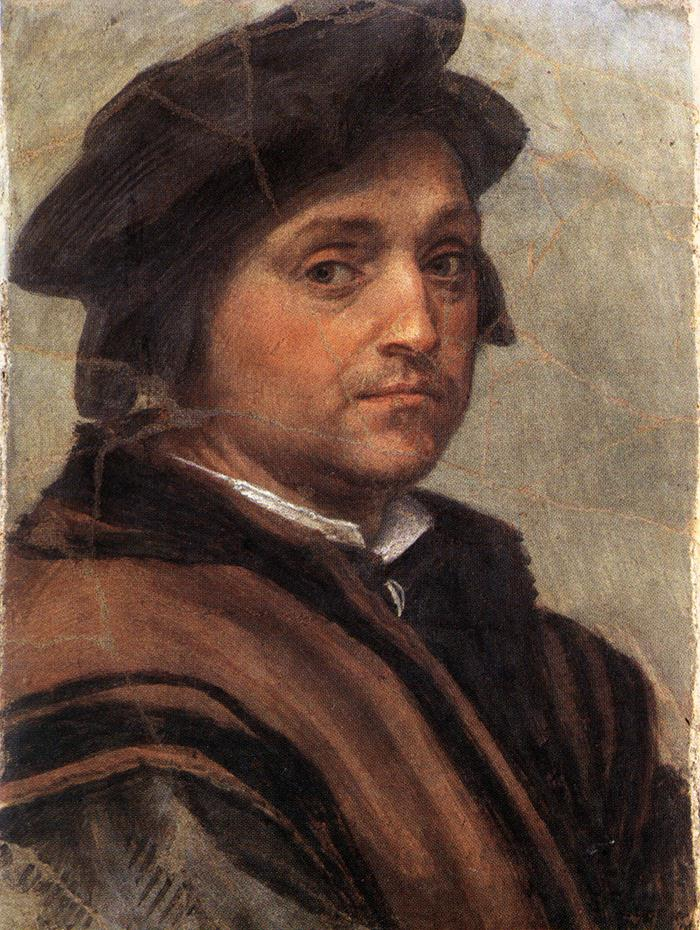
Andrea del Sarto (* 1486)

- 1164: Friedrich V., Herzog von Schwaben
- 1486: Andrea del Sarto, italienischer Maler
- 1503: Gumpert von Brandenburg-Ansbach-Kulmbach, Domherr in Bamberg und päpstlicher Gesandter
- 1517: Frances Brandon, englische Adelige
- 1540: Alfonso Carafa, italienischer Geistlicher
- 1550: Matthia Ferrabosco, italienischer Komponist (Taufdatum)

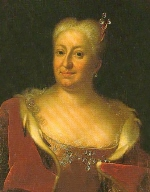
Sophie Charlotte von Hessen-Kassel (* 1678)

- 1555: Lancelot Andrewes, englischer Gelehrter, Theologe und Prediger
- 1571: Theodor Galle, niederländischer Kupferstecher (Taufdatum)
- 1576: Caspar Augspurger, deutscher Unternehmer
- 1613: Alderano Cibo, italienischer Kardinal
- 1613: Elisabeth Louise Juliane von Pfalz-Zweibrücken, Äbtissin von Herford
- 1619: Pedro Abarca, spanischer Theologe und Historiker
- 1619: Abraham Delosea, Schweizer evangelischer Geistlicher und Heimatforscher
- 1660: Jakob Prandtauer, österreichischer Architekt (Taufdatum)
- 1672: Barbara FitzRoy, uneheliche Tochter des englischen Königs Karl II.
- 1678: Sophie Charlotte von Hessen-Kassel, Herzogin zu Mecklenburg
- 1695: Johann Eberhard Rau, evangelischer Theologe und Hochschullehrer

### 18. Jahrhundert

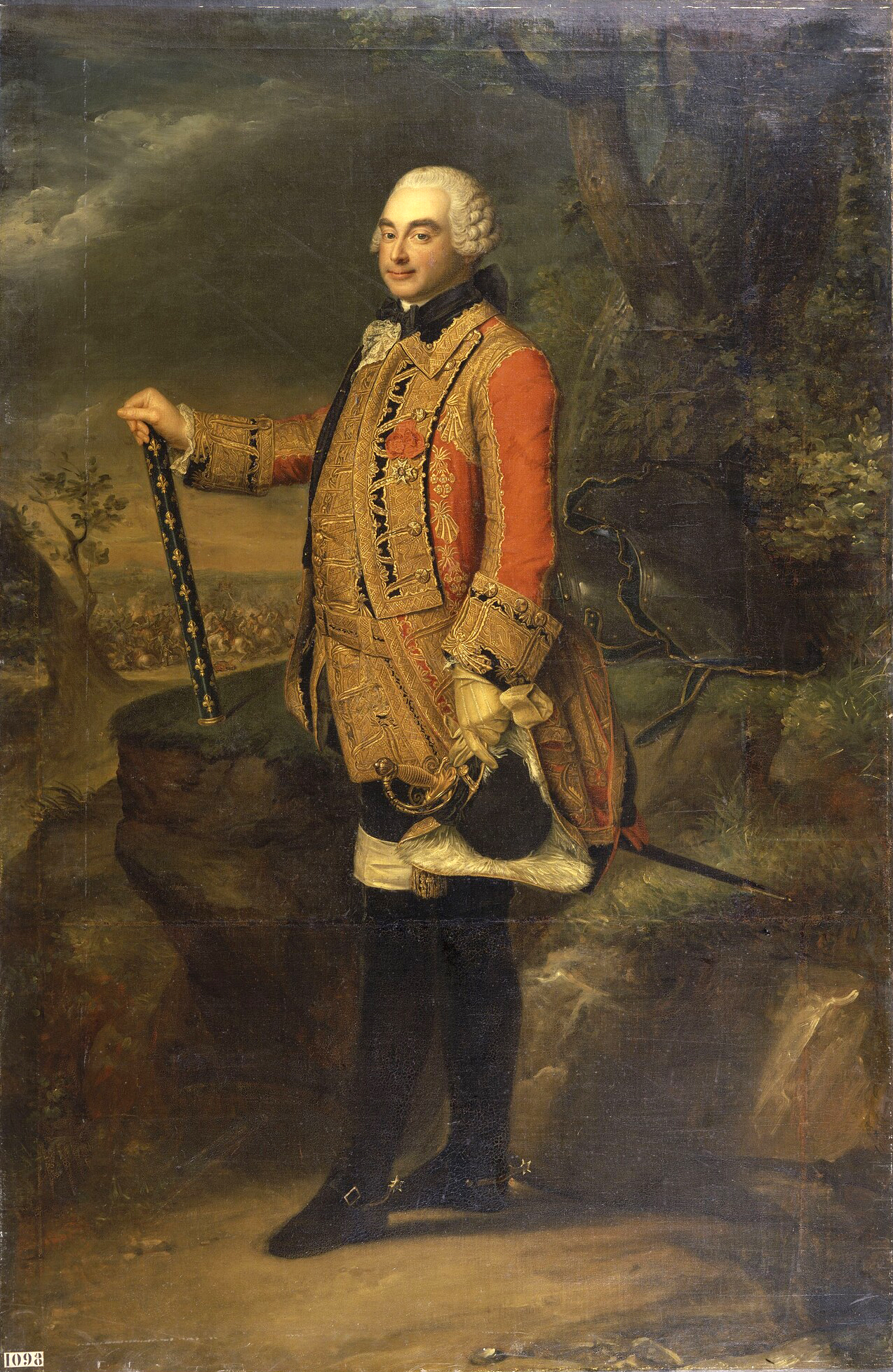
Charles de Rohan-Soubise (* 1715)

- 1702: Johann Schneider, deutscher Komponist, Organist und Violinist
- 1706: Charles Godefroi de La Tour d’Auvergne, Herzog von Bouillon, Pair von Frankreich und Reichsfürst
- 1714: Marc-René de Montalembert, französischer Ingenieur für Waffentechnik und Festungsbau
- 1715: Charles de Rohan, prince de Soubise, französischer General, Pair und Marschall von Frankreich

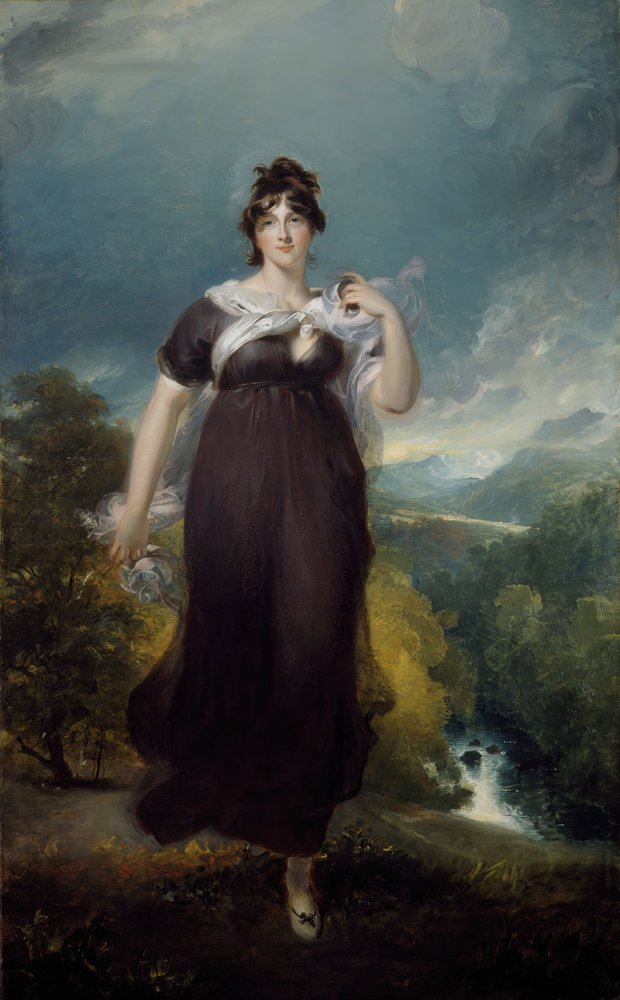
Elizabeth Conyngham, Marchioness Conynghamm (* 1769)

- 1723: Joshua Reynolds, britischer Maler, erster Vorsitzender der Royal Academy of Arts
- 1729: Lebrecht Bachenschwanz, sächsischer General, Schriftsteller und Übersetzer
- 1731: Samuel Huntington, britisch-US-amerikanischer Jurist und Politiker, Unterzeichner der Konföderationsartikel, Präsident des Kontinentalkongresses, Gouverneur von Connecticut
- 1738: Wilhelm Bernhard Trommsdorff, deutscher Mediziner, Chemiker und Botaniker
- 1744: Wilhelm Christian Oettel, deutscher evangelischer Geistlicher und Pädagoge
- 1746: Giuseppe Piazzi, italienischer Astronom, Mathematiker und Theologe
- 1746: Peter Villaume, deutscher Theologe und Pädagoge
- 1749: Cyrus Griffin, US-amerikanischer Jurist und Politiker, Präsident des Konföderationskongresses
- 1754: Simon de Sandol-Roy, Schweizer Offizier in fremden Diensten und niederländischer Generalmajor
- 1762: Ludwig Franz Greuhm, deutscher Diplomat
- 1769: Elizabeth Conyngham, Marchioness Conyngham, Mätresse von König Georg IV. von Großbritannien
- 1773: Josef Jungmann, tschechischer Philologe und Dichter
- 1773: Thomas Worthington, US-amerikanischer Politiker, Senator, Gouverneur von Ohio
- 1776: Ferdinand Freiherr von Andrian-Werburg, bayerischer Beamter, Generalkommissär/Regierungspräsident des Rheinkreises, des Obermainkreises, von Unter-, Ober- und Mittelfranken
- 1782: Joachim Heinrich Wilhelm Wagener, deutscher Bankier und Mäzen
- 1784: Jacopo Ferretti, italienischer Librettist
- 1798: Eduard Friedrich Poeppig, deutscher Forschungsreisender

### 19. Jahrhundert

#### 1801–1850

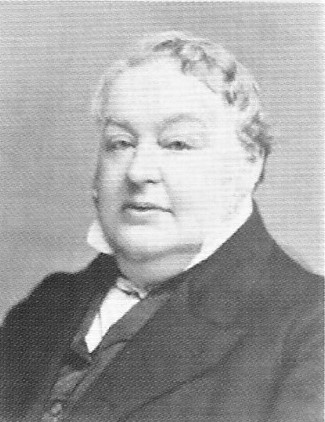
Johann Christoph Blumhardt (* 1805)

- 1805: Johann Christoph Blumhardt, deutscher Pfarrer und Theologe
- 1805: Julius Fröbel, deutscher Redakteur und Diplomat
- 1808: Theodor Engelmann, deutsch-US-amerikanischer Rechtsanwalt und Journalist, Autor und Zeitungsverleger
- 1809: Samuel Chappuis, Schweizer evangelischer Geistlicher und Hochschullehrer
- 1810: Joseph Chiles, US-amerikanischer Offizier und Pionier
- 1810: Franz Xaver Schönwerth, deutscher Volkskundler
- 1814: Alexander von Attems-Heiligenkreuz, österreichischer Geheimer Rat und Feldmarschalleutnant
- 1816: Juana Manuela Gorriti, argentinische Schriftstellerin und Journalistin
- 1816: Antoine François Marmontel, französischer Komponist
- 1819: Siegfried Heinrich Aronhold, deutscher Mathematiker und Physiker

Mary Baker Eddy (* 1821)

- 1821: Mary Baker Eddy, US-amerikanische Schriftstellerin
- 1824: Ludwig Friedländer, deutscher Altphilologe
- 1825: Ludwig Gabillon, deutscher Burgschauspieler und Regisseur
- 1826: Carl Richard Zanders, deutscher Papierfabrikant
- 1828: Samuel Adrianus Naber, niederländischer Altphilologe
- 1829: Graziadio Isaia Ascoli, italienischer Sprachwissenschaftler und Orientalist
- 1831: Gottfried von Bülow, deutscher Archivar und Historiker
- 1831: Nāser ad-Din Schāh, Schah von Persien
- 1832: Ferdinando Acton, italienischer Admiral und Marineminister
- 1832: Alexander von Harder, deutscher Naturforscher
- 1832: Camille du Locle, französischer Librettist
- 1834: Adolf Lüderitz, deutscher Kaufmann, Begründer der Kolonie Deutsch-Südwestafrika
- 1835: Désirée Artôt de Padilla, belgische Opernsängerin
- 1838: Frédéric de Rougemont der Jüngere, Schweizer evangelischer Geistlicher und Entomologe
- 1840: Sakkalin, König von Luang Phrabang
- 1846: Friedrich Paulsen, deutscher Pädagoge und Kant-Forscher
- 1850: Carl Roman Abt, Schweizer Unternehmer, Ingenieur und Erfinder

#### 1851–1900

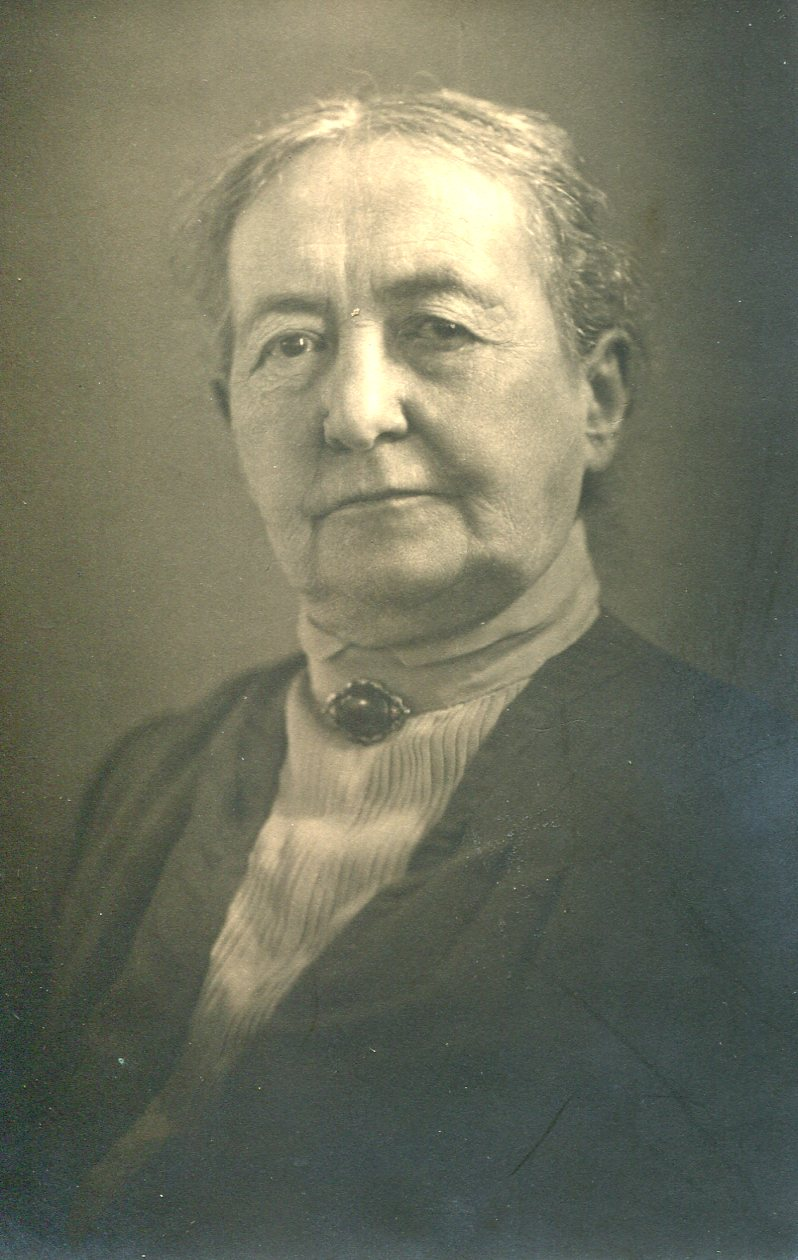
Olga Friedemann (* 1857)

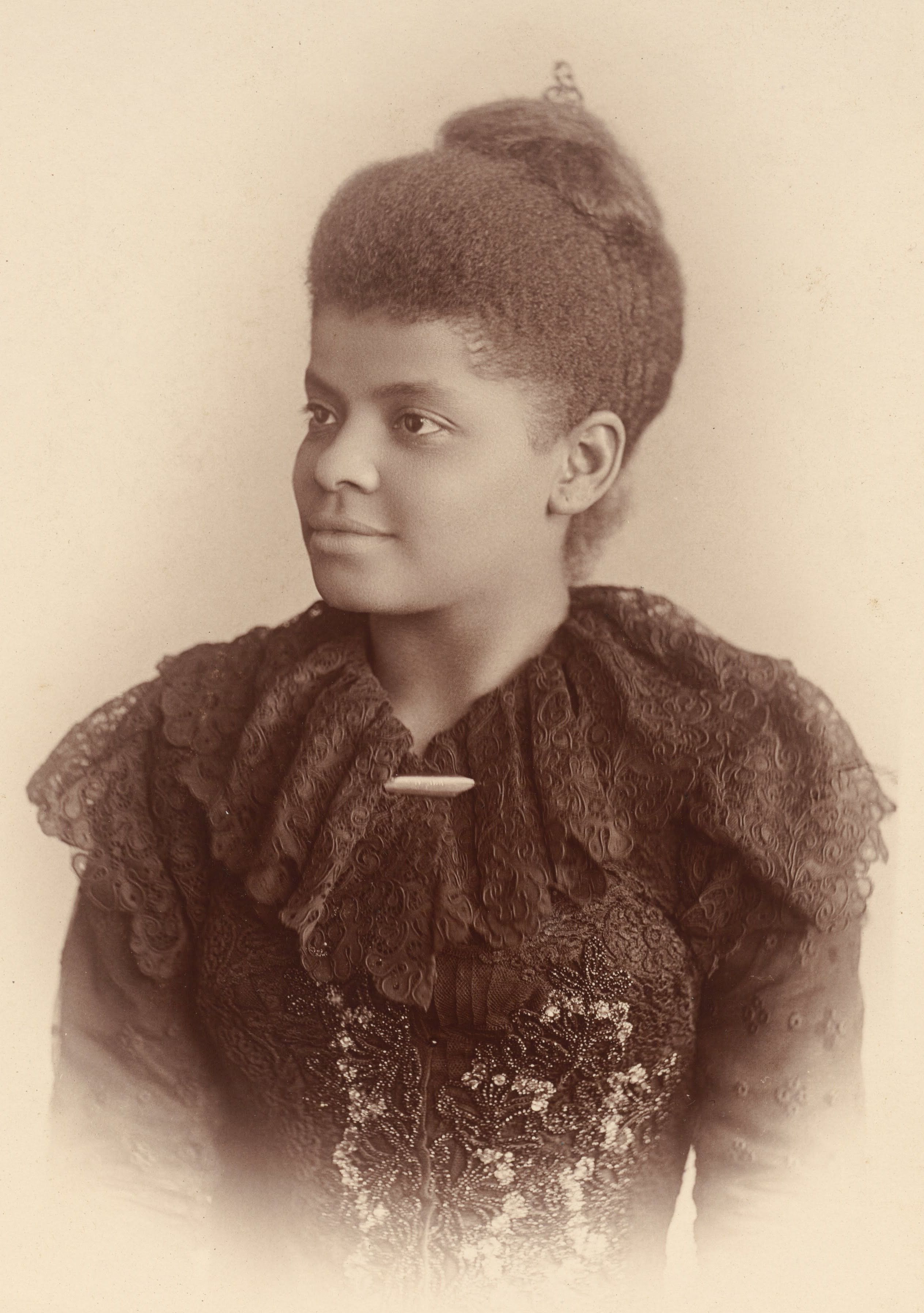
Ida B. Wells-Barnett (* 1862)

- 1855: Rodolphe Lindt, Schweizer Schokoladenproduzent
- 1857ː Olga Friedemann, Frauenrechtlerin und Gründerin des Königsberger Hausfrauenbundes
- 1858: Eugène Ysaÿe, belgischer Violinist und Komponist
- 1860: Otto Jespersen, dänischer Sprachwissenschaftler
- 1862: Ida B. Wells, amerikanische Anti-Lynchaktivistin und Frauenrechtlerin
- 1864: Ferdinand Bloch-Bauer, österreichisch-tschechischer Zuckerfabrikant und Kunstmäzen
- 1864: Joseph O’Mara, irischer Opernsänger (Tenor)
- 1870: Heinrich Albert, deutscher Gitarrist und Komponist
- 1871: John Maxwell, US-amerikanischer Golfspieler

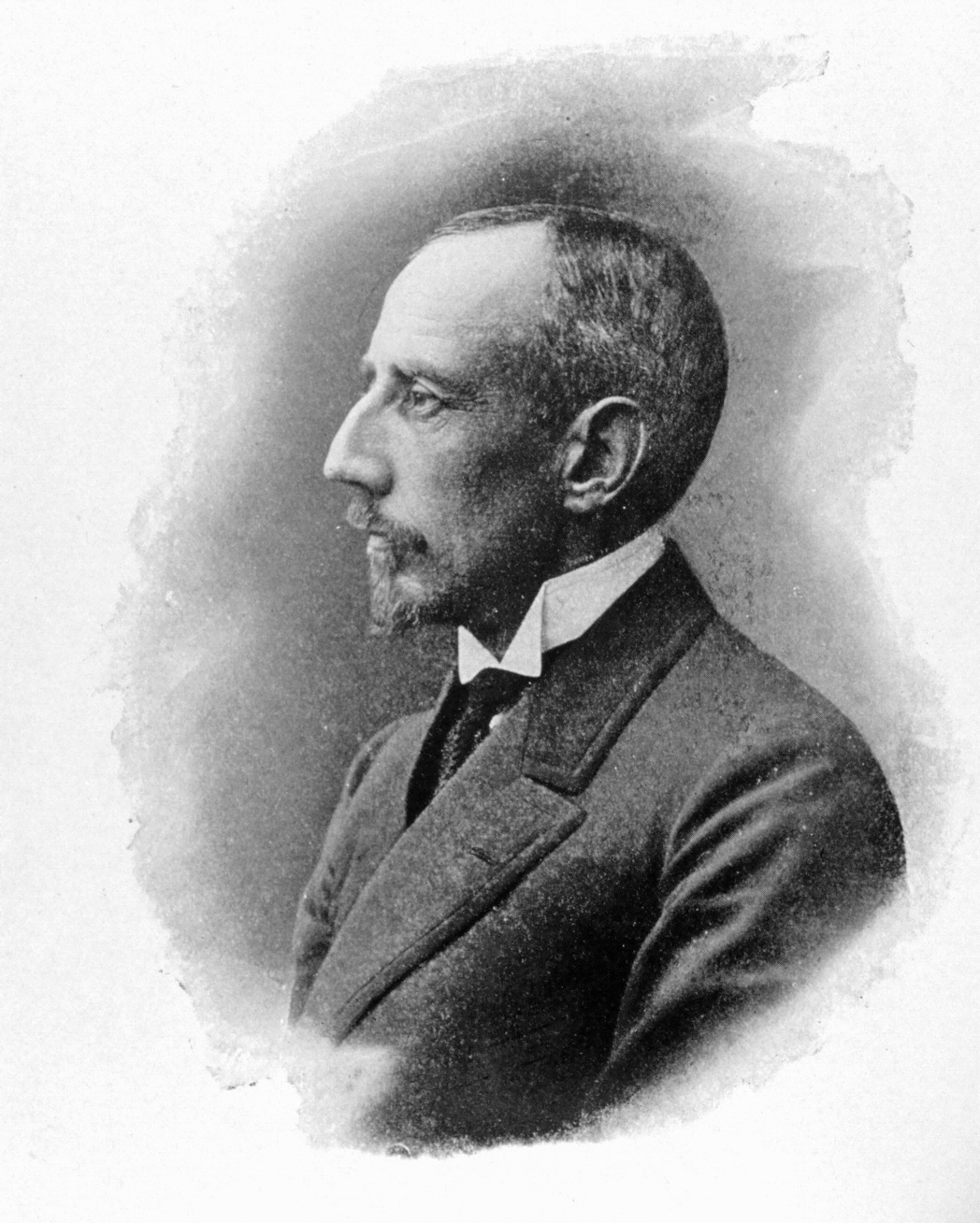
Roald Amundsen (* 1872)

- 1872: Roald Amundsen, norwegischer Polarforscher
- 1872: Kurt Strümpell, deutscher Kolonialoffizier
- 1873: Wladimir Mollow, bulgarischer Arzt und Politiker, Staats- und Ministerpräsident
- 1876: Edward Dent, britischer Musikwissenschaftler
- 1876: Alfred Stock, deutscher Chemiker
- 1877: Wassil Kolarow, bulgarischer Politiker
- 1879: Jorge González Bastías, chilenischer Lyriker
- 1882: Alfons Brehm, deutscher Hockeyspieler
- 1883: Franz Nabl, österreichischer Schriftsteller
- 1884: Maks Brin, polnischer Schauspieler
- 1887: Karl Uhle, deutscher Fußballspieler
- 1888: Frits Zernike, niederländischer Physiker, Nobelpreisträger
- 1889: Walter G. Andrews, US-amerikanischer Politiker, Mitglied des Repräsentantenhauses
- 1889: Larry Semon, US-amerikanischer Schauspieler, Slapstickkomiker, Drehbuchautor und Filmregisseur
- 1889: Emmanuel Sougez, französischer Fotograf und Autor
- 1890: Wilhelm Buddenberg, deutscher Maler
- 1890: Theodor Hetzer, deutscher Kunsthistoriker
- 1894: Friedrich Leibbrandt, deutscher Chemiker

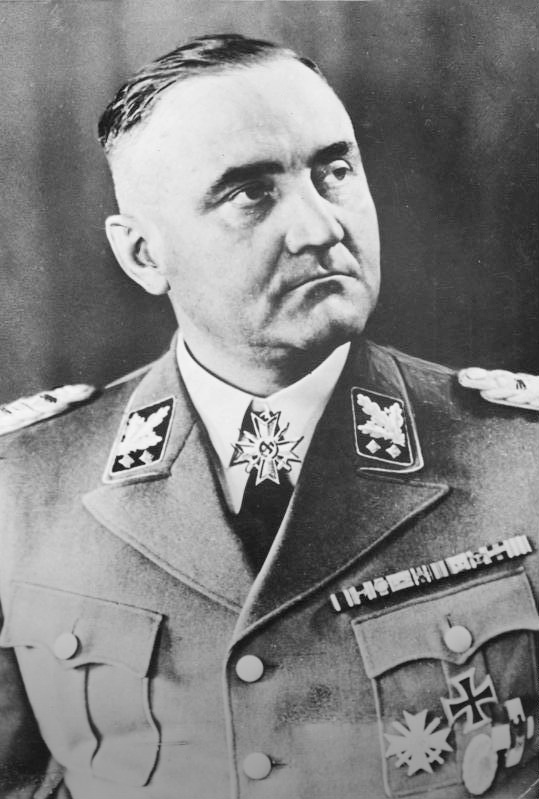
Gottlob Berger (* 1896)

- 1896: Gottlob Berger, deutscher Parteifunktionär und SS-Angehöriger, MdL, Chef des SS-Hauptamtes, MdR, Kriegsverbrecher
- 1896: Trygve Lie, norwegischer Jurist und Politiker, Minister, erster Generalsekretär der UNO
- 1896: Bill Rooney, US-amerikanischer American-Football-Spieler
- 1896: Otmar von Verschuer, deutscher Mediziner und Humangenetiker
- 1897: Ruth Beutler, deutsche Zoologin
- 1898ː Babette Gross, deutsche Publizistin
- 1900: Karl Roth, deutscher Medailleur, Maler und Bildhauer
- 1900: Robert Stamm, deutscher Politiker, MdR, Opfer des Nationalsozialismus

### 20. Jahrhundert

#### 1901–1925

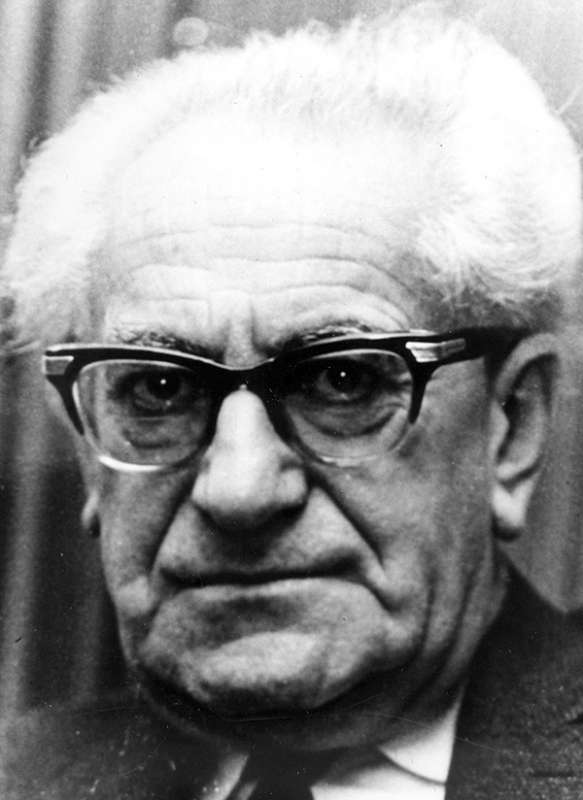
Fritz Bauer (* 1903)

- 1901: Franz Solan Schäppi, Schweizer Kapuziner und Missionswissenschaftler
- 1901: Leon Shamroy, US-amerikanischer Kameramann und Regisseur

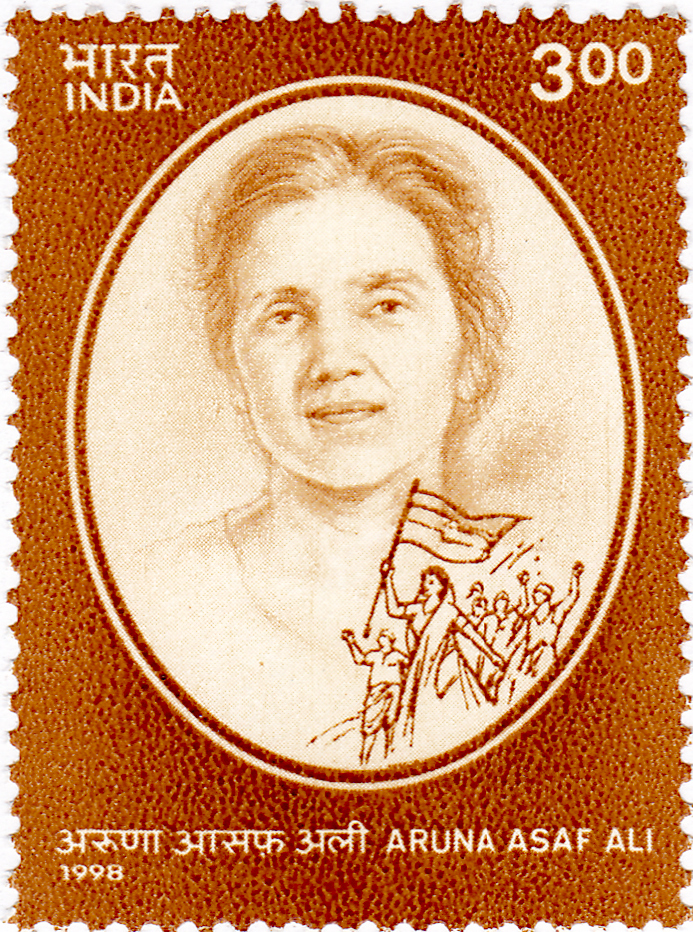
Aruna Asaf Ali (* 1909)

- 1902: Stefan Herman, polnischer Geiger und Musikpädagoge
- 1902: Alexander Romanowitsch Lurija, sowjetischer Psychologe
- 1903: Fritz Bauer, deutscher Richter und Staatsanwalt
- 1903: Rudolf Donnerhack, deutscher Maler und Museumsdirektor
- 1903ː Irmgard Lotz, deutsche Mathematikerin und Aerodynamerkerin
- 1904: Goffredo Petrassi, italienischer Komponist
- 1906: Irma Lippert, deutsche Fotografin und Malerin
- 1907: Otto Kohn, deutscher Langstreckenläufer

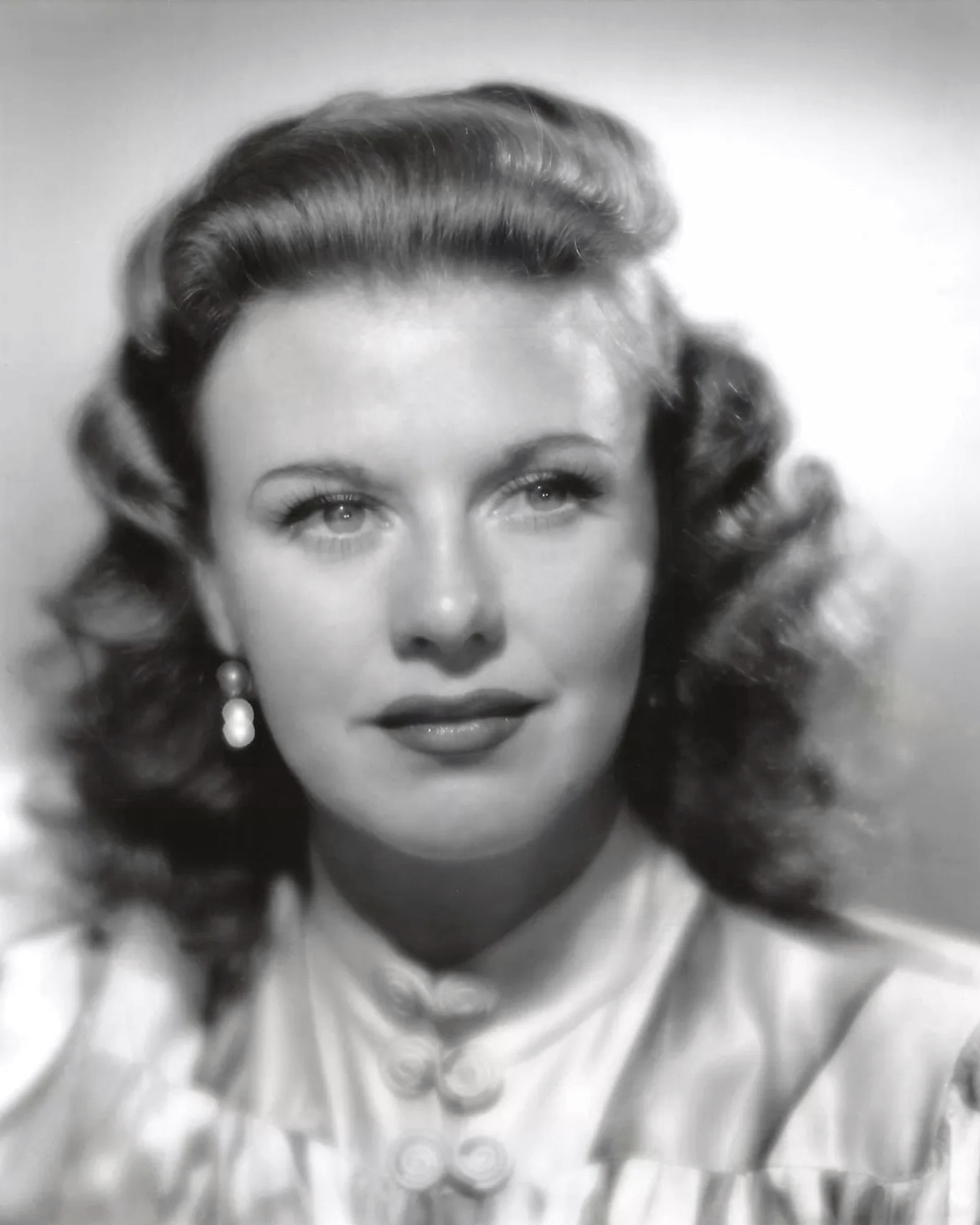
Ginger Rogers (* 1911)

- 1907: Barbara Stanwyck, US-amerikanische Schauspielerin
- 1908: Gerd Achgelis, deutscher Kunstflieger

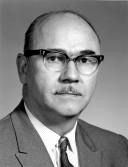
Woodrow Stanley Lloyd (* 1913)

- 1908: Else Brems, dänische Sängerin und Musikpädagogin
- 1909: Aruna Asaf Ali, indische Freiheitskämpferin
- 1910: Kate Bosse-Griffiths, deutsch-walisische Ägyptologin und kymrische Schriftstellerin
- 1910: Hans Gerig, deutscher Musikverleger
- 1911: Ginger Rogers, US-amerikanische Tänzerin und Schauspielerin
- 1913: Woodrow Stanley Lloyd, kanadischer Politiker
- 1913: Peter van Eyck, deutscher Schauspieler
- 1915: Cihat Arman, türkischer Fußballspieler, -trainer und -funktionär
- 1916: George Gilbert Ashwell, US-amerikanischer Biochemiker
- 1917: Jack Austin, britischer Pionier des europäischen Buddhismus
- 1917: Andy Marefos, US-amerikanischer American-Football-Spieler
- 1919: Hermine Braunsteiner-Ryan, österreichische Aufseherin in den KZs Ravensbrück und Majdanek
- 1920: Kurt Hepperlin, deutscher Schauspieler und Dokumentarfilmregisseur
- 1920: Ivo Jirásek, tschechischer Komponist und Dirigent
- 1922: Johannes Malka, deutscher Fußballschiedsrichter
- 1923: Chris Argyris, US-amerikanischer Verwaltungswissenschaftler
- 1924: Mohamed Selim Zaki, ägyptischer Springreiter
- 1925: Johann Adamik, deutscher Fußballspieler
- 1925ː Erika Krenn, österreichische Politikerin (SPÖ), Abgeordnete zum Nationalrat
- 1925: Jørgen Munk Plum, dänischer Leichtathlet und Tierarzt
- 1925: Rosita Quintana, argentinische Schauspielerin

#### 1926–1950
- 1926: Alfred Pfaff, deutscher Fußballspieler
- 1926: Heinrich Kwiatkowski, deutscher Fußballspieler
- 1927: Serge Baudo, französischer Dirigent
- 1927: Lothar Blumhagen, deutscher Schauspieler und Synchronsprecher
- 1928: Manfred Kluge, deutscher Komponist, Kirchenmusiker und Musiktheoretiker
- 1928: Jim Rathmann, US-amerikanischer Automobilrennfahrer
- 1929: Walter Magrutsch, österreichischer Diplomat
- 1929: Klaus Zoephel, deutscher Dirigent und Komponist
- 1930: Thea Elster, deutsche Schauspielerin
- 1933: Heinz Dürr, deutscher Unternehmer und Manager
- 1933: Gerd Hammes, deutscher Komponist
- 1934: Albert Juan Aguayo, argentinisch-kanadischer Neurowissenschaftler
- 1934: Jean-François Leuba, Schweizer Jurist und Politiker
- 1935: Michael Günther, deutscher Regisseur, Schauspieler, Synchronsprecher und Übersetzer

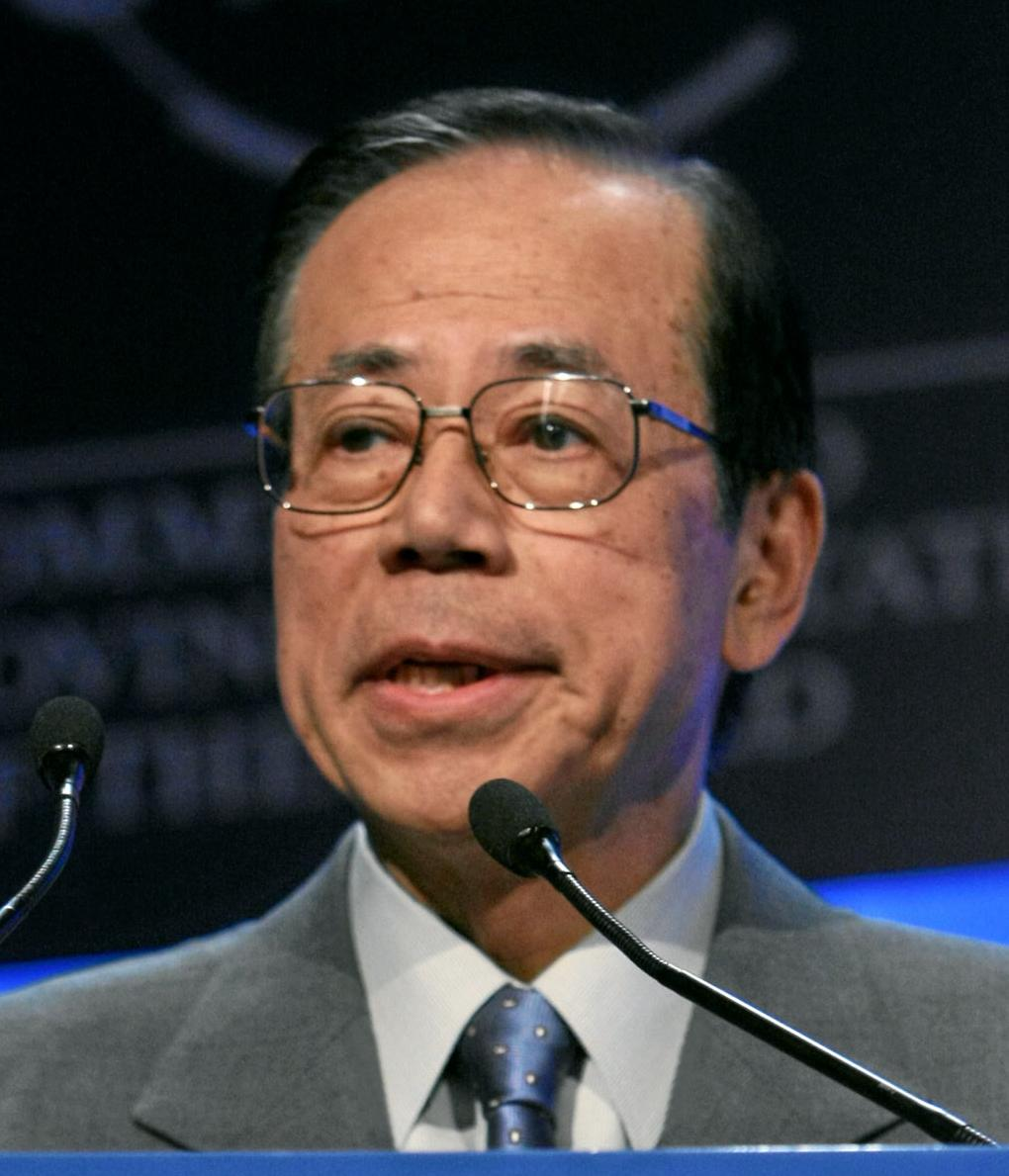
Yasuo Fukuda (* 1936)

- 1936: Yasuo Fukuda, japanischer Politiker, Premierminister
- 1936: Cornelis Koch, niederländischer Leichtathlet
- 1936: Johann Sengstschmid, österreichischer Komponist, Lehrer und Musikpädagoge
- 1937: Andrija Anković, jugoslawischer Fußballspieler und -trainer
- 1937ː Maria Voce, italienische Juristin und Präsidentin der Focolare-Bewegung
- 1938: Piero Antinori, italienischer Winzer
- 1938: Frank Hoffmann, deutsch-österreichischer Schauspieler
- 1939: Terry Atkinson, britischer Konzeptkünstler, Maler, Zeichner und Autor
- 1939: Ruth Perry, Präsidentin von Liberia
- 1939: Lido Vieri, italienischer Fußballspieler und -trainer
- 1940: Linda Salzman Sagan, US-amerikanische Künstlerin und Autorin, Gestalterin der Pioneer-Plakette an interstellaren Raumsonden
- 1940: Dieter Schué, deutscher Schriftsteller und Kinderbuchautor
- 1941: Desmond Dekker, jamaikanischer Sänger und Songschreiber
- 1941: Kálmán Mészöly, ungarischer Fußballspieler und -trainer
- 1941: Gloria Montenegro, chilenische Biologin
- 1941: Dag Solstad, norwegischer Autor

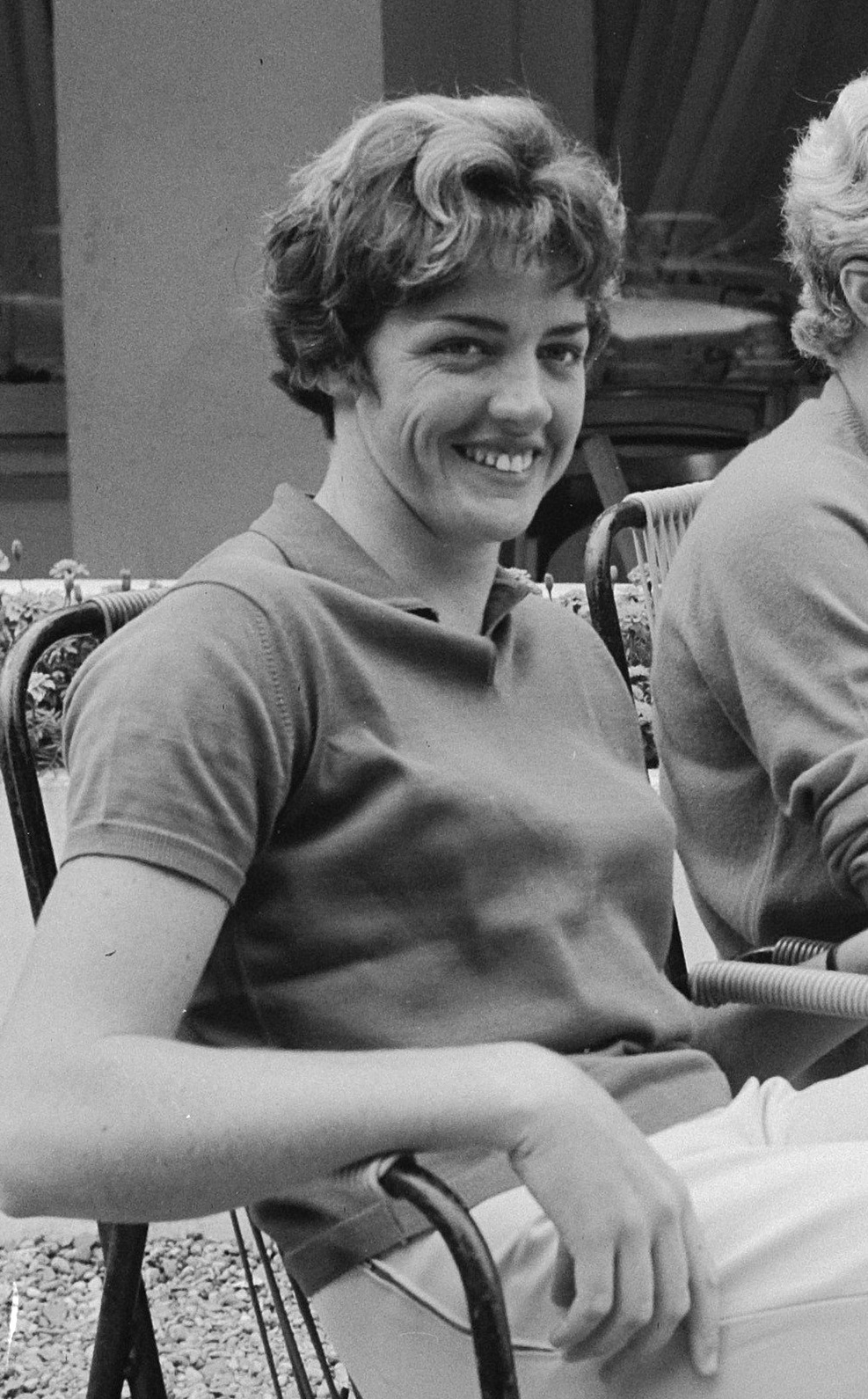
Margret Court (* 1942)

- 1942: Margaret Court, australische Tennisspielerin
- 1942: Susanne Dierolf, deutsche Mathematikerin
- 1943: Patricia Churchland, kanadische Philosophin
- 1943: Reinaldo Arenas, kubanischer Schriftsteller
- 1943: Wolfram Ebersbach, deutscher Maler
- 1943: Jimmy Johnson, US-amerikanischer American-Football-Trainer
- 1943: Peter Stasiuk, kanadischer Bischof
- 1943: Verena von Weymarn, deutsche Ärztin, erste Frau im Generalsrang in der Bundeswehr
- 1944: Jörg Fauser, deutscher Schriftsteller und Journalist
- 1946: Monica Aspelund, schwedische Sängerin
- 1946: Wladimir Alexandrowitsch Astapowski, sowjetischer Fußballspieler
- 1946: Ron Yary, US-amerikanischer American-Football-Spieler
- 1947: Evan Clements, britischer Automobilrennfahrer
- 1947ː Alexis Herman, US-amerikanische Politikerin
- 1947: Assata Shakur, US-amerikanische Menschenrechtlerin
- 1947: Mayana Zatz, brasilianische Molekularbiologin und Genetikerin
- 1948: Lars Lagerbäck, schwedischer Fußballtrainer
- 1948: Angelica Schwall-Düren, deutsche Politikerin, MdB
- 1950: Gerd Christian, deutscher Schlagersänger

#### 1951–1975
- 1951: Esther Friesner, US-amerikanische Schriftstellerin
- 1952: Stewart Copeland, US-amerikanischer Musiker
- 1952: Santiago Esteva Escoda, spanischer Schwimmer

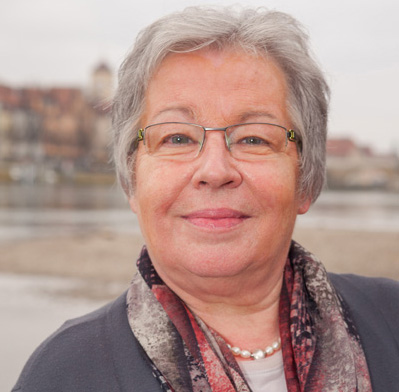
Gabriela Schimmer-Göresz (* 1952)

- 1952: Gabriela Schimmer-Göresz, deutsche Politikerin
- 1953: Andrea Wolfmayr, österreichische Schriftstellerin und Politikerin
- 1955: Wolfgang Reisinger, österreichischer Jazzschlagzeuger
- 1955: Anita Weiß, deutsche Leichtathletin
- 1956: Lutz Eigendorf, deutscher Fußballspieler
- 1956: Tony Kushner, US-amerikanischer Schriftsteller
- 1957: Daniel Glaus, Schweizer Organist und Komponist
- 1957: Włodzimierz Smolarek, polnischer Fußballspieler
- 1958: Michael Flatley, US-amerikanischer Tänzer und Choreograph
- 1959: Gary Allan Anderson, südafrikanischer American-Football-Spieler
- 1959: James MacMillan, schottischer Komponist und Dirigent
- 1959: Gerd Wessig, deutscher Leichtathlet, Olympiasieger
- 1960: Jonathan Mann, kanadischer Journalist

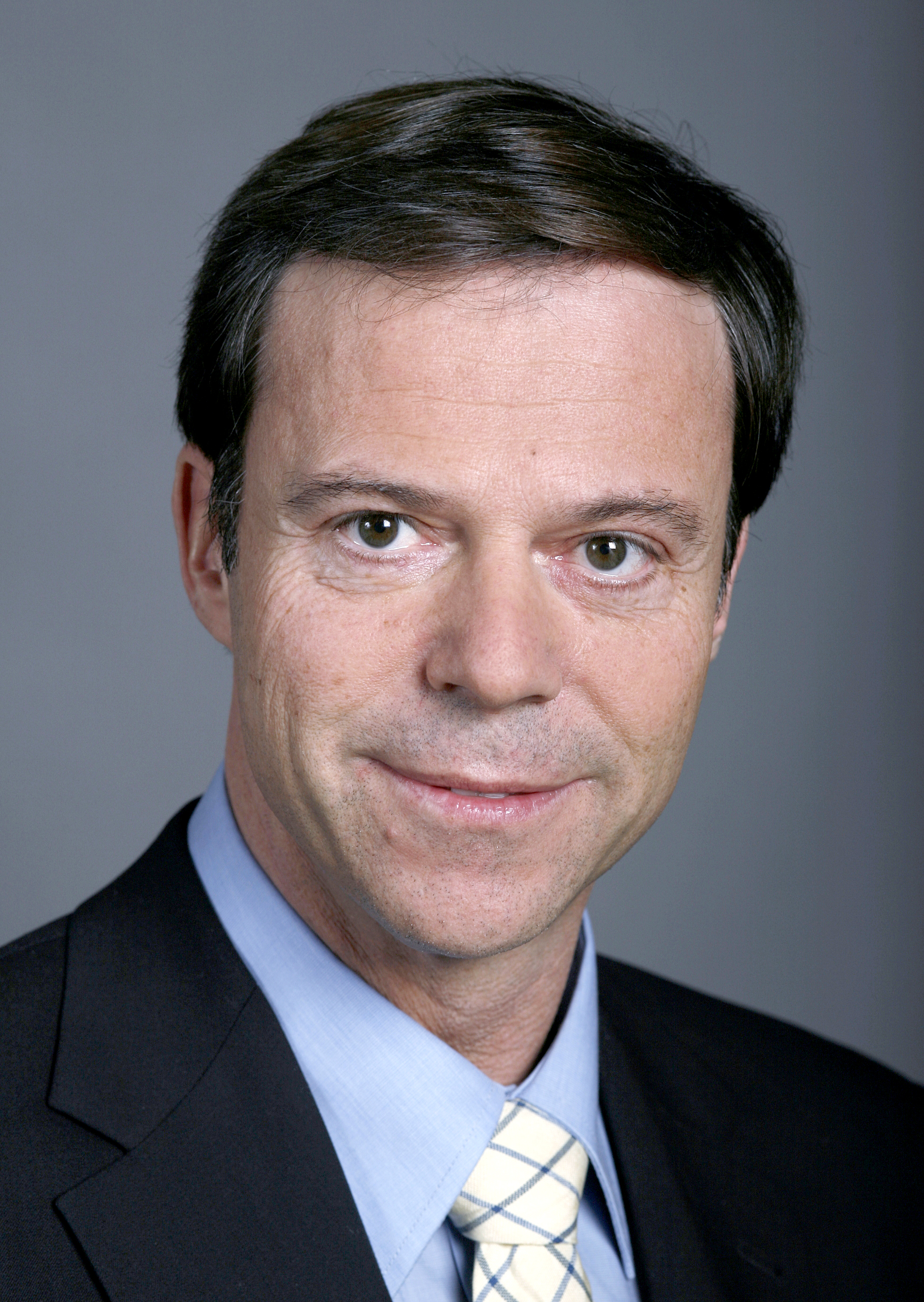
Christoph Mörgeli (* 1960)

- 1960: Christoph Mörgeli, Schweizer Politiker, Medizinhistoriker und Journalist
- 1962: Robert Feldhoff, deutscher Science-Fiction-Autor
- 1962: Mathias Herrmann, deutscher Schauspieler
- 1962: Uwe Hohn, deutscher Leichtathlet
- 1963: Phoebe Cates, US-amerikanische Schauspielerin
- 1963: Nina Petri, deutsche Schauspielerin
- 1964: Aschot Anastassjan, armenischer Schachgroßmeister
- 1964: Martin Bosma, niederländischer Politiker und Journalist
- 1964: Nino Burdschanadse, georgische Politikerin, Parlamentspräsidentin, Staatspräsidentin
- 1964: Bettina Hauenschild, deutsche Schauspielerin
- 1964: Thomas Heilmann, deutscher Politiker und Unternehmer
- 1964: Phil Hellmuth, US-amerikanischer Pokerspieler
- 1964: Miguel Indurain, spanischer Radrennprofi, fünfmaliger Tour-de-France-Sieger, Olympiasieger, Weltmeister
- 1964: Kevin Levrone, US-amerikanischer Profi-Bodybuilder, Musiker, Schauspieler und Blogger
- 1964: Aida Touma-Suleiman, israelisch-arabische Psychologin und Politikerin
- 1965: Claude Lemieux, kanadischer Eishockeyspieler
- 1966: Nikolaos Anastasiadis, griechischer Skilangläufer und Biathlet
- 1967: Jonathan Adams, US-amerikanischer Schauspieler
- 1967: Enzo Brandner, österreichischer Kameramann
- 1967: Wolfgang F. Rothe, deutscher katholischer Priester, Theologe und Kirchenrechtler
- 1968: Leonid Nikolajewitsch Agutin, russischer Sänger und Musiker
- 1968: Andreas Koch, deutscher Richter am Bundesverwaltungsgericht
- 1968: Larry Sanger, US-amerikanischer Philosoph
- 1969: Mike Crocenzi, san-marinesischer Bobfahrer
- 1969: Bjørn Dunkerbeck, dänisch-niederländischer Windsurfer

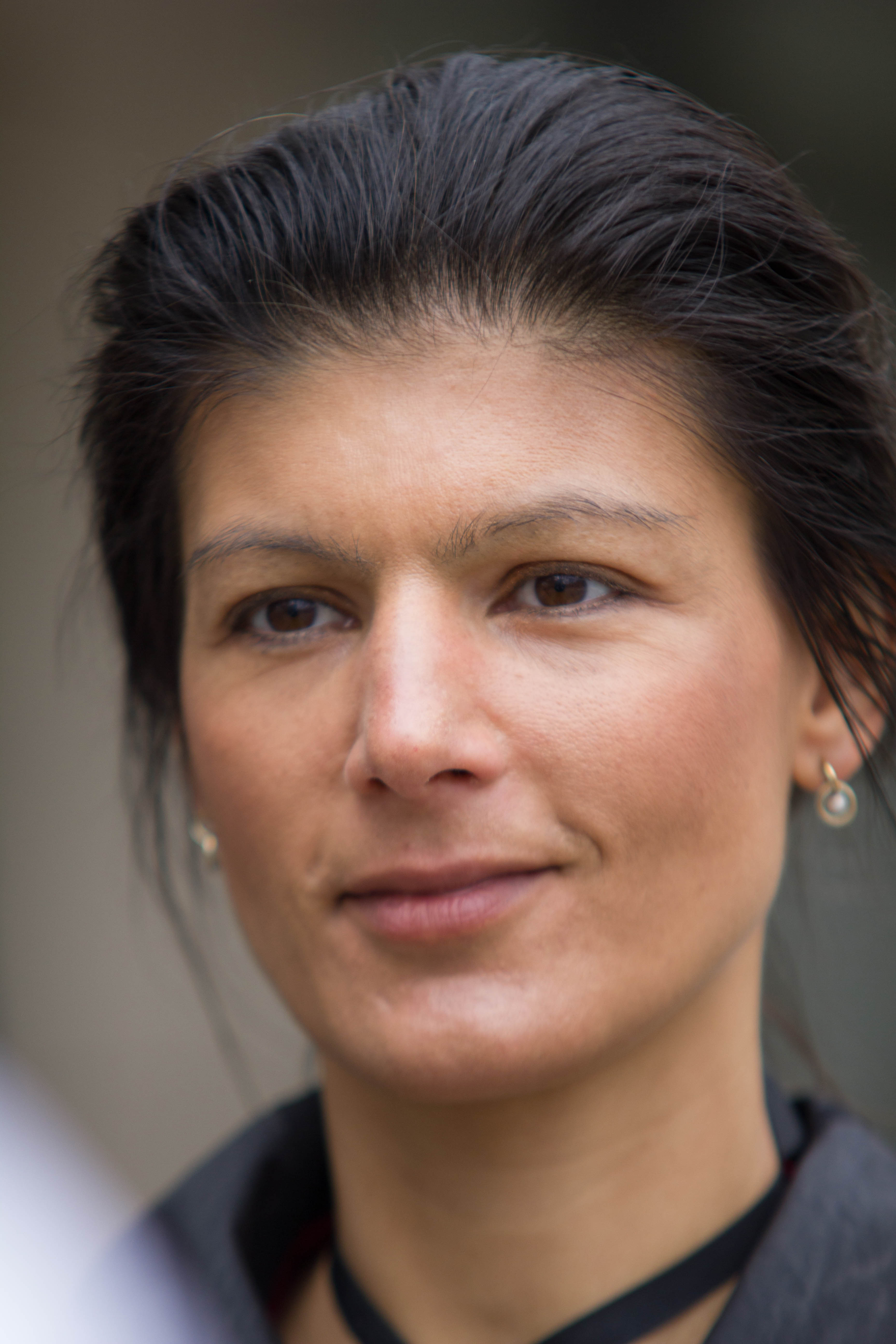
Sahra Wagenknecht (* 1969)

- 1969: Sahra Wagenknecht, deutsche Politikerin und Autorin
- 1970: Apichatpong Weerasethakul, thailändischer Filmregisseur, Drehbuchautor und Filmproduzent
- 1970: Tommy Jaud, deutscher Schriftsteller und Drehbuchautor
- 1970: Pjotr Klimow, russischer Komponist und Dichter
- 1971: Bibiana Beglau, deutsche Schauspielerin
- 1971: Corey Feldman, US-amerikanischer Schauspieler
- 1971: Michael Jelden, deutscher Geiger und Sprachwissenschaftler
- 1971: Tanja Lanäus, deutsche Schauspielerin
- 1972: Mie Andreasen, dänische Filmproduzentin
- 1973: Stefano Garzelli, italienischer Radrennfahrer
- 1973: Katherina Reiche, deutsche Politikerin, MdB
- 1974: Robinne Lee, US-amerikanische Schauspielerin
- 1974: Alexander Maier, österreichischer Snowboarder
- 1975: Mari Ozaki, japanische Langstreckenläuferin
- 1975: Grietje Staffelt, deutsche Politikerin, MdB

#### 1976–2000

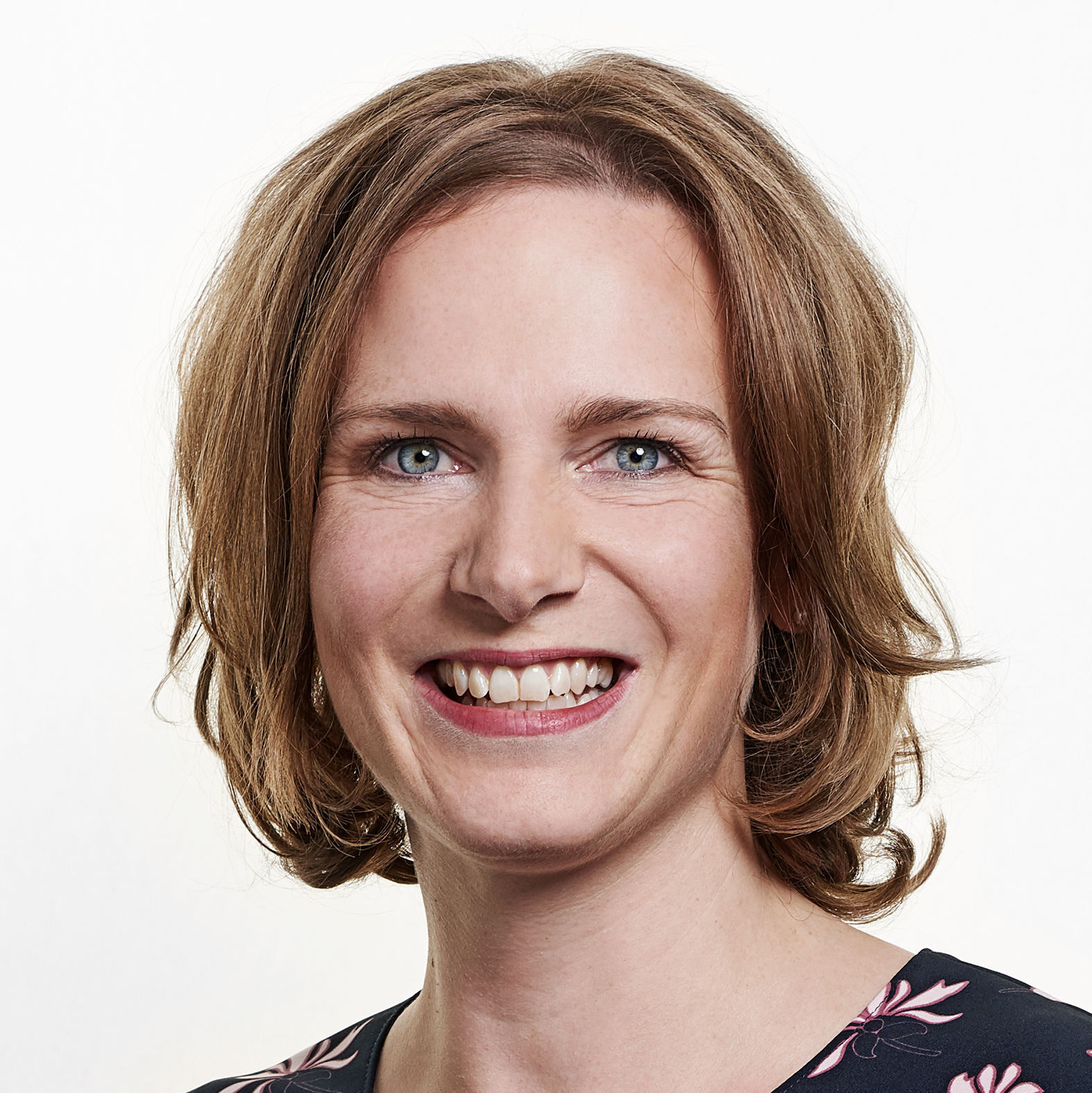
Evi Allemann (* 1978)

- 1976: Michael Petkovic, australisch-kroatischer Fußballspieler
- 1976: Anna Smaschnowa, israelische Tennisspielerin
- 1978: Evi Allemann, Schweizer Nationalrätin
- 1978: Julia-Maria Köhler, deutsche Schauspielerin
- 1979: Jayma Mays, US-amerikanische Schauspielerin
- 1980: Swetlana Jewgenjewna Feofanowa, russische Leichtathletin
- 1980: Jesse Jane, US-amerikanisches Model und Pornodarstellerin

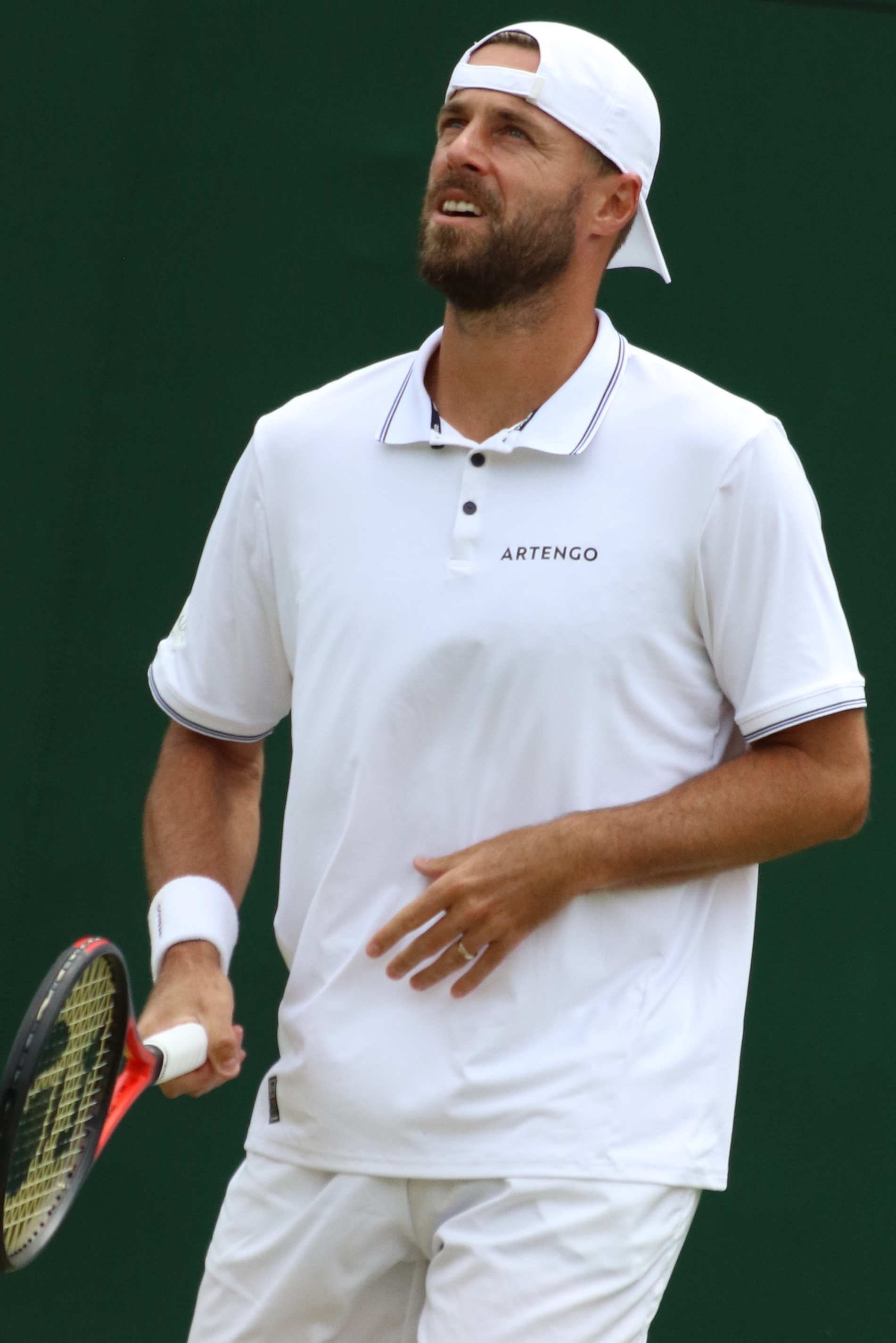
Oliver Marach (* 1980)

- 1980: Oliver Marach, österreichischer Tennisspieler
- 1981: David Buxo Escabros, andorranischer Fußballspieler
- 1981: Vigdis Hårsaker, norwegische Handballspielerin
- 1981: Ben Kweller, US-amerikanischer Musiker
- 1981: Robert Kranjec, slowenischer Skispringer
- 1982: André Greipel, deutscher Radrennfahrer
- 1983: Katrina Kaif, britisch-indische Schauspielerin
- 1983: Tobias Schmidt, deutscher Synchron- und Hörspielsprecher
- 1984: Franco Cángele, argentinischer Fußballspieler
- 1984: Hayanari Shimoda, japanischer Automobilrennfahrer
- 1985: Kevin Huber, US-amerikanischer American-Football-Spieler

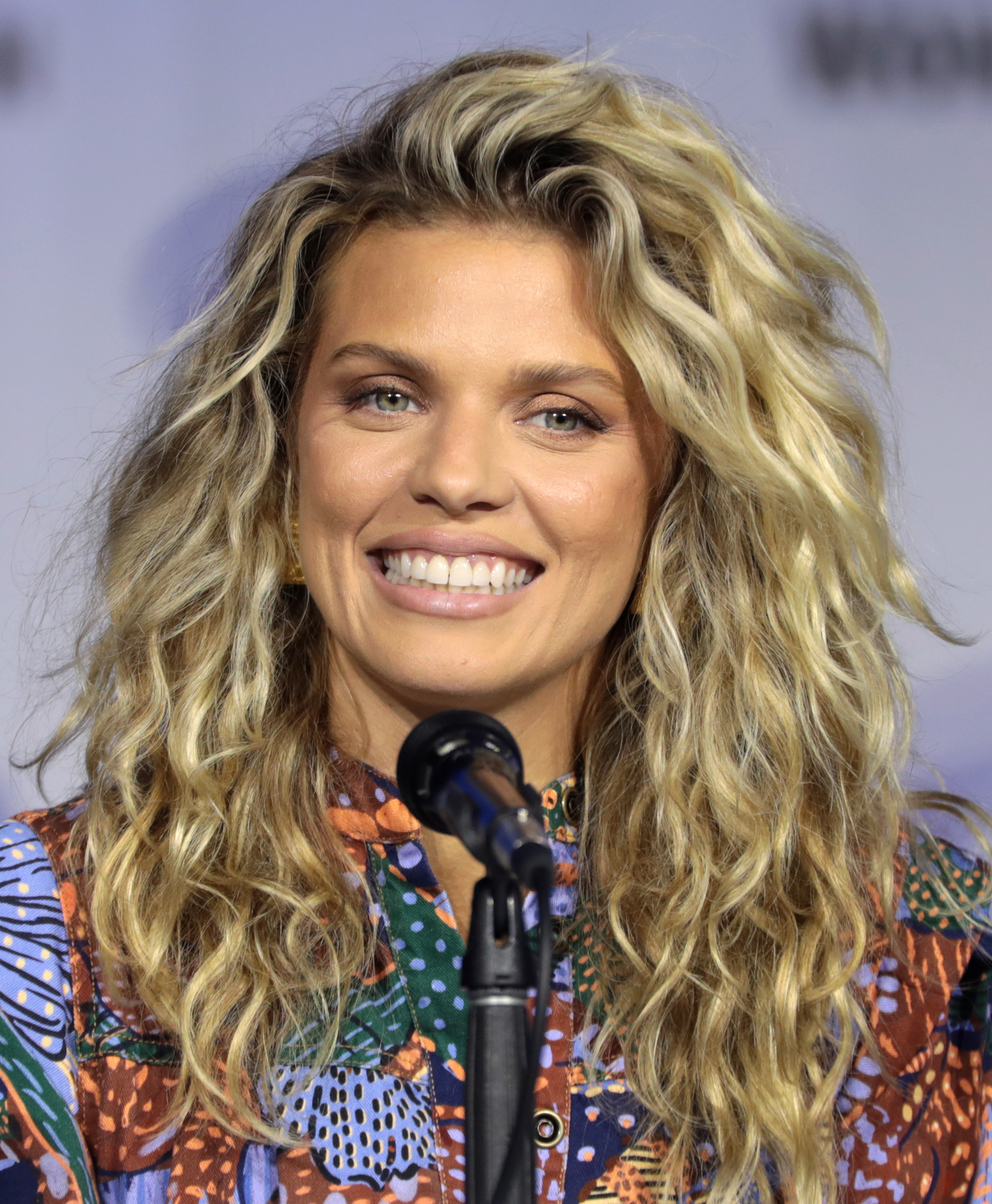
AnnaLynne McCord (* 1987)

- 1985: Denis Tahirović, kroatischer Fußballspieler
- 1986: Florence Joy, deutsche Sängerin
- 1986: Taryn Southern, US-amerikanische Schauspielerin und Sängerin
- 1987: Mousa Dembélé, belgischer Fußballspieler
- 1987: AnnaLynne McCord, US-amerikanische Schauspielerin
- 1988: Florian Billek, deutscher Handballspieler
- 1988: Sergio Busquets, spanischer Fußballspieler

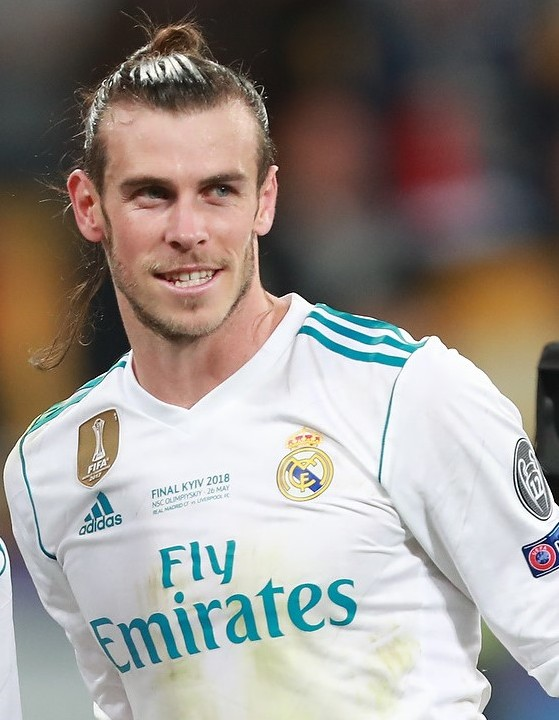
Gareth Bale (* 1989)

- 1989: Gareth Bale, walisischer Fußballspieler
- 1990: Jens Klingmann, deutscher Automobilrennfahrer
- 1990: Matwei Petrow, russisch-albanischer Turner
- 1990: Johann Zarco, französischer Motorradrennfahrer
- 1991: Ingela Andersson, schwedische Biathletin
- 1993: Petru Ciobanu, moldauischer Boxer

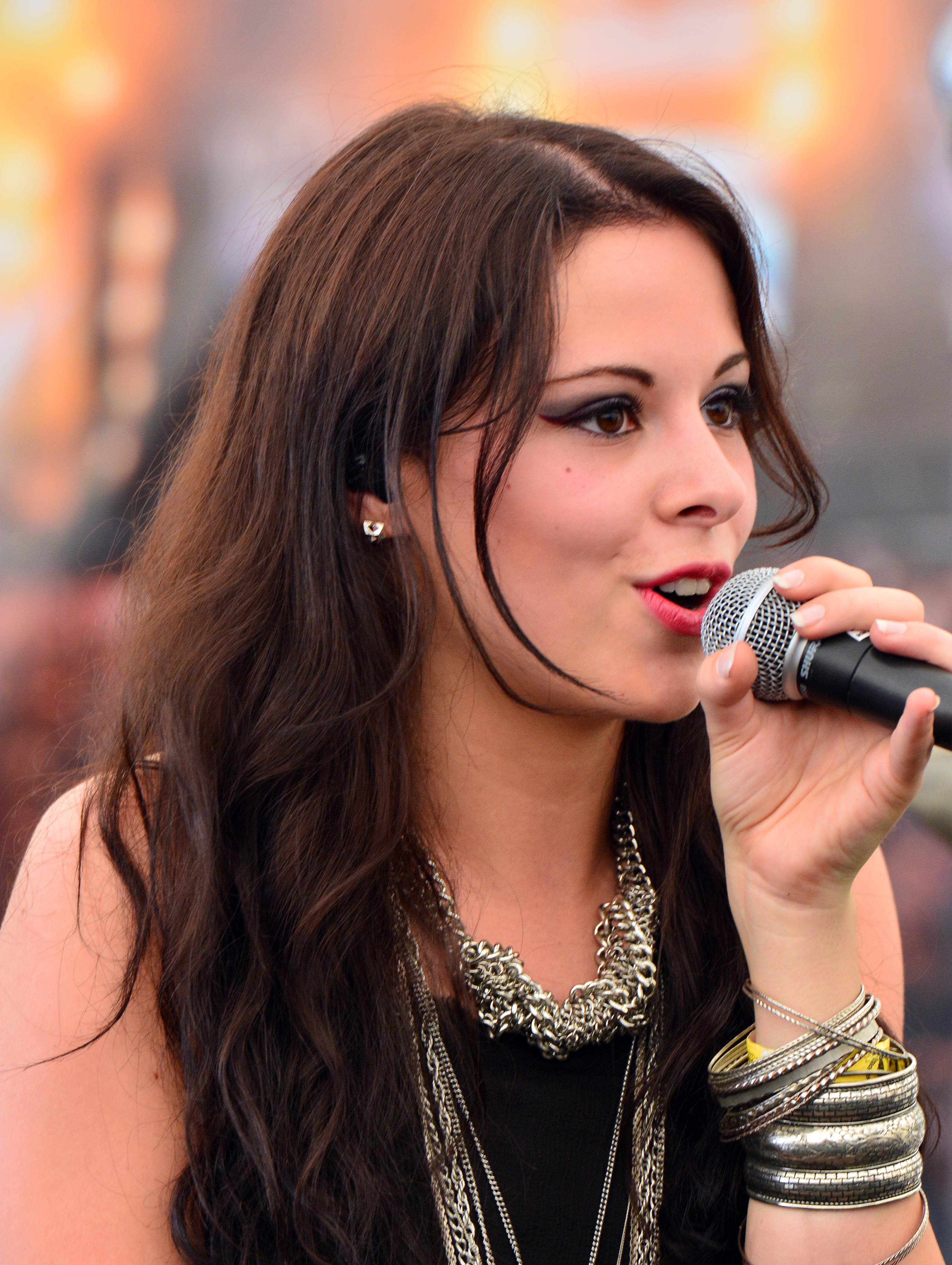
Jennifer Haben (* 1995)

- 1993: Ashton Götz, deutscher Fußballspieler
- 1993: Alexander Ipatov, ukrainischer Schachspieler
- 1994: Sofia Arkhipkina, britische Badmintonspielerin
- 1994: Mark Indelicato, US-amerikanischer Schauspieler und Sänger
- 1994: Jonas Rapp, deutscher Radrennfahrer
- 1995: Jennifer Haben, deutsche Rocksängerin
- 1995: Torstein Træen, norwegischer Radrennfahrer
- 1995: Hendrik Weydandt, deutscher Fußballspieler
- 1996: Kevin Abstract, US-amerikanischer Rapper, Sänger und Musikproduzent
- 1997: Francesco Cassata, italienischer Fußballspieler
- 1997: Nadia Moser, kanadische Biathletin
- 1998: Josh Myers, US-amerikanischer American-Football-Spieler

### 21. Jahrhundert
- 2001: Konrad de la Fuente, US-amerikanisch-haitianischer Fußballspieler
- 2001: Rok Oblak, slowenischer Skispringer
- 2005: Lia Böhme, deutsche Skispringerin
- 2006: Tamara Mesíková, slowakische Skispringerin

## Gestorben

### Vor dem 17. Jahrhundert
- 0784: Fulrad, Abt von Saint Denis
- 0866: Irmgard von Chiemsee, Tochter Ludwigs des Deutschen
- 1060: Tschaghri Beg, seldschukischer Feldherr
- 1139: Walram III. Paganus (der Heide), Graf von Arlon und Graf von Limburg
- 1174: Walter von Mortagne, Lehrer der Theologie und Philosophie sowie Bischof von Laon

- 1216: Innozenz III., Papst

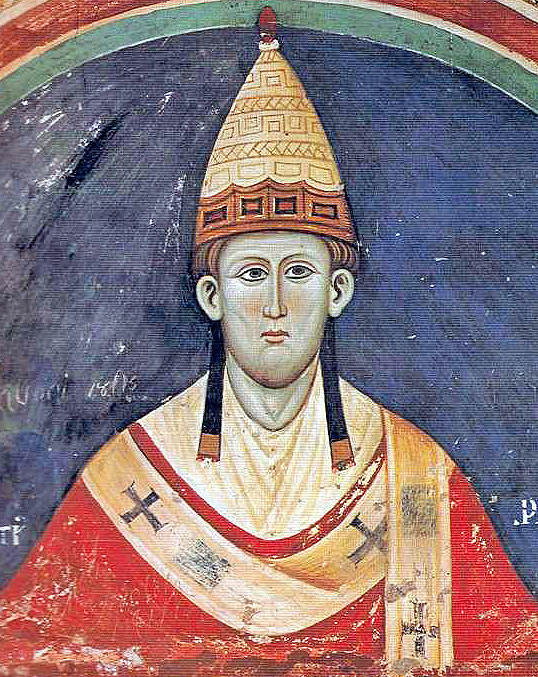
Innozenz III. († 1216)

- 1218: Silvester, Bischof von Worcester
- 1225: Ōe no Hiromoto, japanischer Hofadliger
- 1244: Sophia von Sachsen, Äbtissin des freien weltlichen Stiftes von Gernrode und Frose
- 1309: James Stewart, High Stewart und Guardian von Schottland
- 1324: Go-Uda, japanischer Kaiser
- 1335: Heinrich I. von Grünberg, Bischof von Naumburg
- 1342: Karl I. Robert, König von Ungarn
- 1388: Nijō Yoshimoto, japanischer Dichter, Gelehrter und Hofbeamter

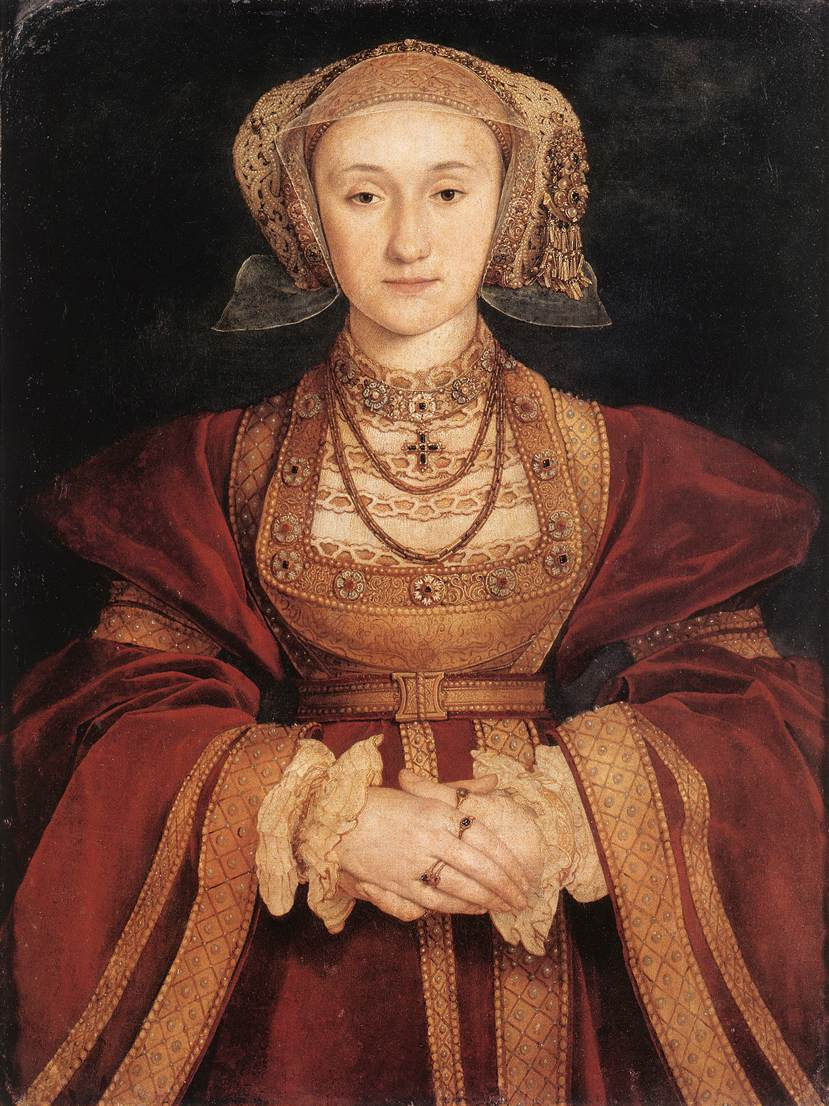
Anna von Kleve († 1557)

- 1416: Nicolas d’Orgemont, französischer Dekan von Saint-Martin de Tours
- 1418: Al-Qalqaschandī, ägyptischer Schreiber und Mathematiker
- 1420: Degener Buggenhagen, deutscher Adliger und Erblandmarschall von Pommern-Wolgast
- 1463: Bernhard II., deutscher Adliger, Herzog von Sachsen-Lauenburg
- 1465: Pierre de Brézé, französischer Adliger, Ritter, Graf von Maulévrier
- 1480: Ruprecht von der Pfalz, Erzbischof und Kurfürst von Köln
- 1482: Jan van Schaffelaar, niederländischer Volksheld
- 1483: Alvise Cadamosto, venezianischer Händler und Entdecker in portugiesischen Diensten
- 1487: Charlotte, Königin von Zypern
- 1490: William Herbert, 2. Earl of Pembroke, englischer Adeliger
- 1546: Anne Askew, englische protestantische Märtyrerin
- 1557: Anna von Kleve, vierte Frau König Heinrichs VIII. von England
- 1576: Isabella de’ Medici, italienische Adlige
- 1585: Bartholomäus Schobinger, Schweizer Kaufmann und Alchemist
- 1594: Achatius Cureus, deutscher Autor und Lyriker
- 1597: Wolff Eberhard von Ehrenberg, kurmainzischer Oberamtmann

### 17. und 18. Jahrhundert
- 1612: Leonardo Donà, 90. Doge von Venedig
- 1612: Jakob Wolff der Ältere, deutscher Architekt und Bildhauer
- 1619: Abraham Delosea, Schweizer evangelischer Geistlicher und Heimatforscher
- 1627: Hans Ludwig von Ulm, Reichsvizekanzler des Heiligen Römischen Reiches
- 1631: Philipp Adolf von Ehrenberg, Fürstbischof von Würzburg, Gegenreformator und Hexenverfolger
- 1633: Johann Casimir von Sachsen-Coburg, Herzog von Sachsen-Coburg

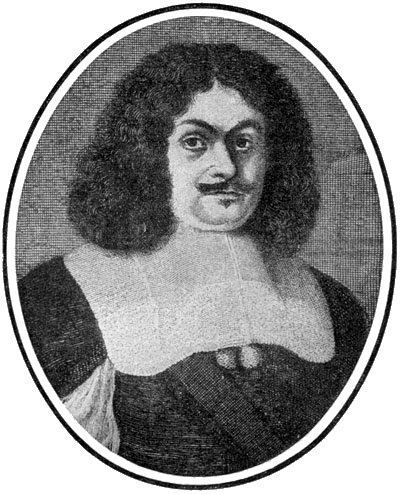
Andreas Gryphius († 1664)

- 1638: Hieronymus von Colloredo, kaiserlicher Kämmerer und General der Kavallerie
- 1644: Giovanni Biliverti, italienischer Maler
- 1647: Masaniello, Hauptanführer des Volksaufstandes von 1647 in Neapel
- 1662: Alfonso IV. d’Este, Herzog von Modena und Reggio
- 1663: Wilhelm VI., Landgraf in Hessen-Kassel
- 1664: Andreas Gryphius, deutscher Barockdichter
- 1691: François Michel Le Tellier de Louvois, französischer Staatsmann und Kriegsminister

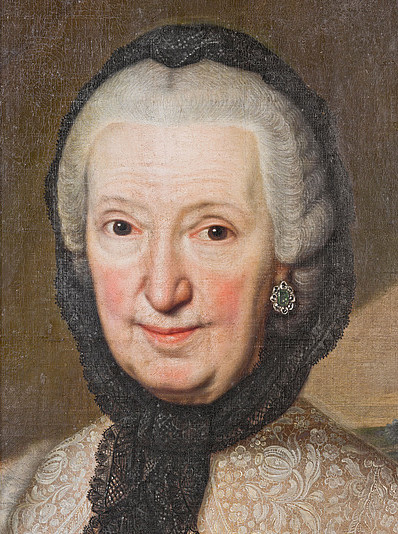
Franziska Christine von Pfalz-Sulzbach († 1776)

- 1699: Hortensia Mancini, französische Adelige, Mazarinette, Mätresse des englischen Königs Charles II., Gräfin von Mazarin
- 1716: David von Fletscher, deutscher Kaufmann und Rittergutbesitzer
- 1719: Meinhard von Schomberg, deutsch-französisch-englischer General und Heerführer
- 1720: Johann Gottfried von Bequerer, deutscher Priester und Offizial des Erzbistums Köln
- 1729: Johann David Heinichen, deutscher Komponist und Musiktheoretiker
- 1737: François-Louis de Pesmes de Saint-Saphorin, Schweizer Diplomat und Militär
- 1740: Johann Kupetzky, böhmischer Maler
- 1740: Maria Anna von der Pfalz, deutsche Gemahlin des Königs Karl II. von Spanien, Neapel, Sizilien und Sardinien
- 1747: Giuseppe Maria Crespi, italienischer Maler und Radierer
- 1763: Jacques-Martin Hotteterre, französischer Komponist und Flötist
- 1764: Iwan VI., russischer Zar
- 1776: Franziska Christine von Pfalz-Sulzbach, Fürstäbtissin des Stiftes Essen
- 1788: Elisabetha Gaßner (Schwarze Lies), deutsche Diebin und Prostituierte
- 1798: Christian Gottfried Hahmann, deutscher Baumeister

### 19. Jahrhundert
- 1819: Carl Ludwig Amelang, preußischer Jurist und Beamter
- 1821: Augustin Braig, deutscher römisch-katholischer Theologe und Hochschullehrer

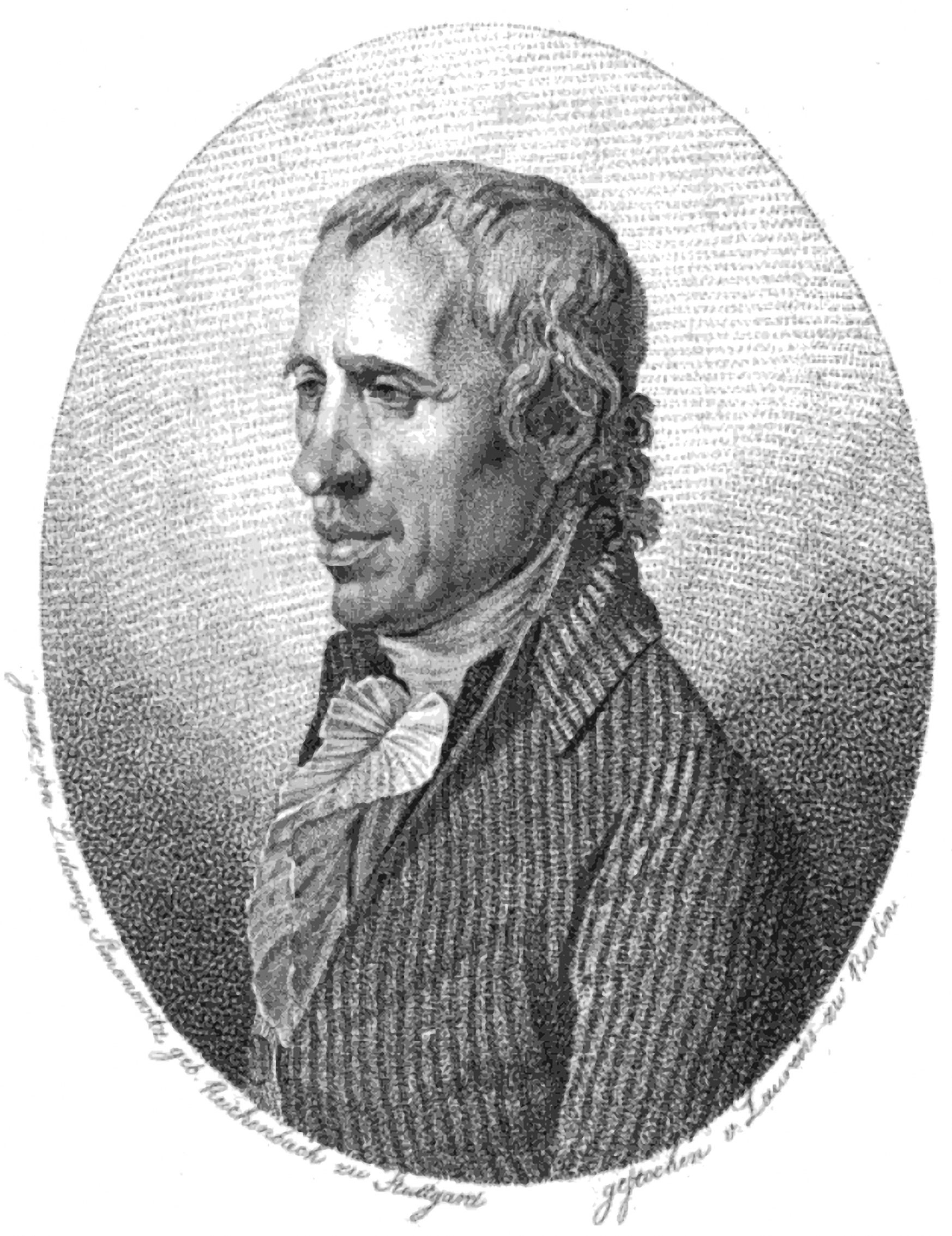
Benedikt Maria von Werkmeister († 1823)

- 1823: Benedikt Maria von Werkmeister, deutscher römisch-katholischer Theologe
- 1828: William Few, Delegierter für Georgia im Kontinentalkongress
- 1839: Franz Xaver Glöggl, österreichischer Musikgelehrter und Domkapellmeister zu Linz
- 1839: Christian August Günther, deutscher Jurist
- 1850: Enne Heeren Dirksen, deutscher Professor der Mathematik
- 1856: Friedrich Wilhelm von Schubert, deutscher lutherischer Theologe, Geistlicher, Skandinavist und Hochschullehrer
- 1857: Pierre-Jean de Béranger, französischer Dichter
- 1860: Joseph Karl Anrep-Elmpt, russischer Offizier
- 1861: Margarethe Bernbrunn, deutsche Schauspielerin, Opernsängerin und Schriftstellerin

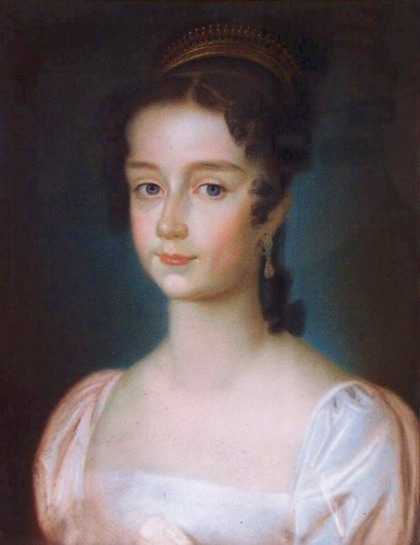
Maria Theresia von Savoyen († 1879)

- 1861: Ludwig Pernice, deutscher Rechtsgelehrter
- 1868: Oskar Becker, deutscher Attentäter
- 1868: Louis François Dauprat, französischer Hornist, Komponist und Professor für Horn
- 1869: Herman Eberhard Freytag, niederländischer Orgelbauer
- 1870: George Ashmun, US-amerikanischer Politiker
- 1879: Maria Theresia von Savoyen, Herzogin von Lucca und Herzogin von Parma
- 1880: Johann Jakob Bänninger, Schweizer Lehrer und Mundartdichter
- 1889: Michele Amari, italienischer Geschichtsforscher und Orientalist
- 1894: Josephine von Wertheimstein, Salonnière der Wiener Ringstraßenepoche
- 1895: August Reichensperger, deutscher Jurist und Politiker
- 1896: Selmar Bagge, deutscher Komponist
- 1896: Edmond de Goncourt, französischer Schriftsteller

### 20. Jahrhundert

#### 1901–1950

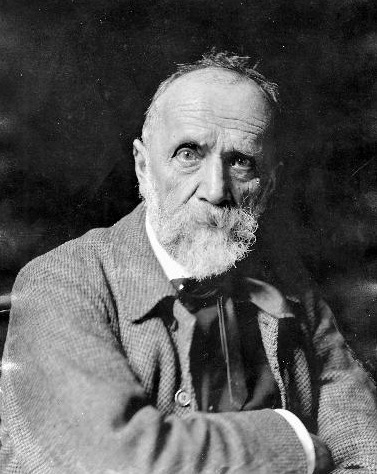
Albert Anker († 1910)

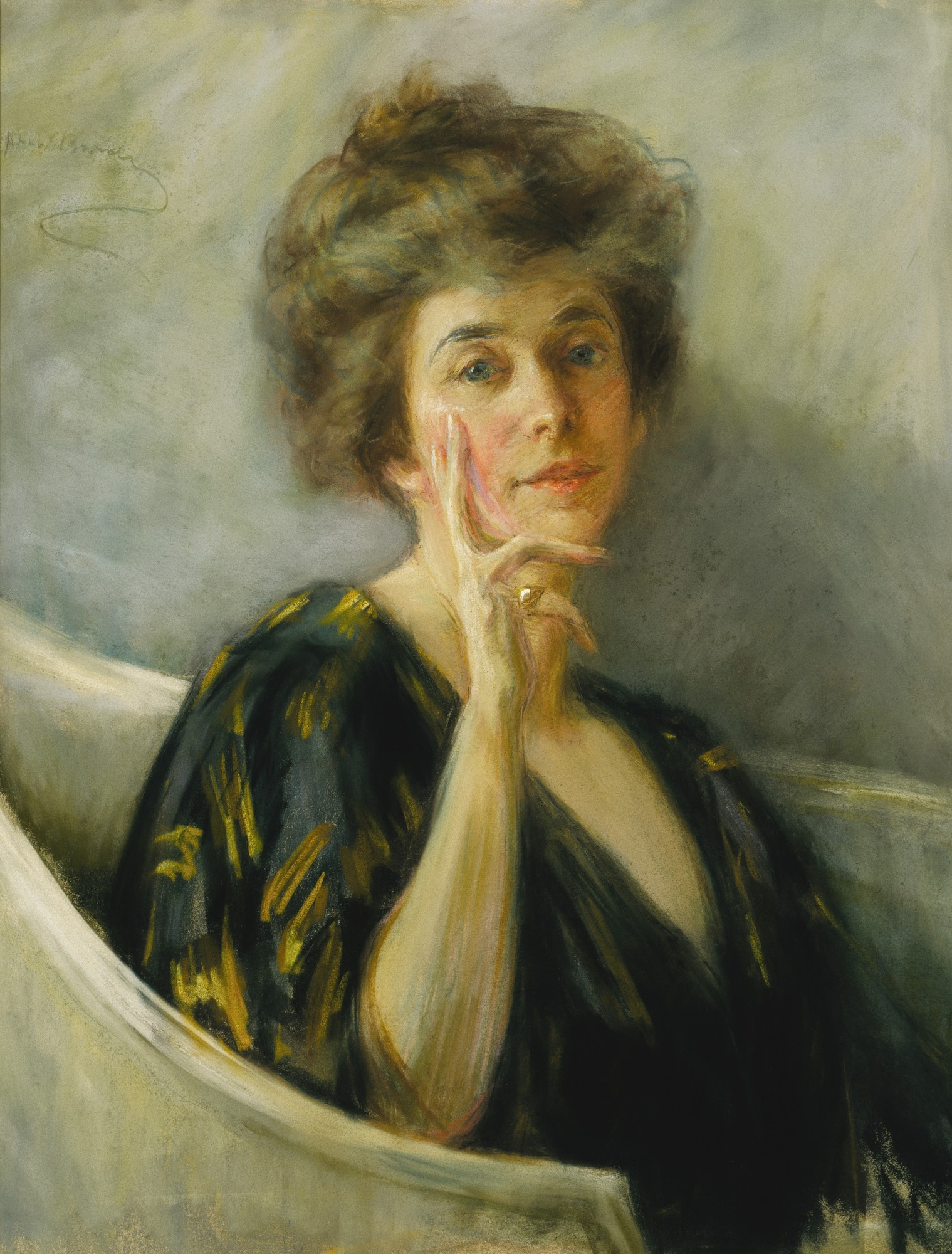
Alice Pike Barney († 1931)

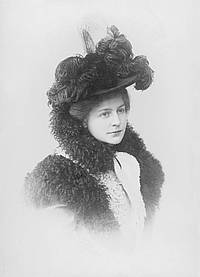
Mathilde Vollmoeller († 1943)

- 1902: Heinrich Hofmann, deutscher Komponist
- 1902: Karl Ludwig Werner, deutscher Organist und Komponist
- 1905: Mauro Fernández Acuña, costa-ricanischer Minister für öffentliche Bildung und Bankdirektor
- 1905: Wilhelm Storck, deutscher Germanist, Romanist und Übersetzer
- 1910: Albert Anker, Schweizer Maler
- 1914: Hans Ross, norwegischer Linguist
- 1915: Ellen Gould Harmon White, US-amerikanische Mitbegründerin und Prophetin der Siebenten-Tags-Adventisten
- 1916: Luigi Forlano, italienischer Fußballspieler
- 1916: Victor Horsley, britischer Physiologe und Neurologe
- 1917: Philipp Scharwenka, deutscher Komponist und Musikpädagoge
- 1921: Giovanni Arcangeli, italienischer Botaniker
- 1922: Emil von Borries, deutscher Lokalhistoriker und Lehrer
- 1923: Josep Berga i Boada, katalanischer Maler, Zeichner, Illustrator und Schriftsteller
- 1928: Ernst von Halle, deutscher Automobilrennfahrer
- 1930: Juan Luis Sanfuentes, chilenischer Politiker
- 1930: Justus Strandes, deutscher Kaufmann und Politiker
- 1931: Alice Pike Barney, US-amerikanische Malerin
- 1933: Jean Blake Coulthard, kanadische Pianistin und Musikpädagogin
- 1935: Karl Dieterich, deutscher Sprachwissenschaftler und Literaturhistoriker
- 1935: Annie Smith Peck, US-amerikanische Bergsteigerin
- 1940: Grethe Auer, schweizerisch-österreichische Schriftstellerin
- 1940: Johann Jacob Haßlacher, deutscher Politiker, MdR
- 1940: Alexander Koenig, deutscher Zoologe
- 1943: Helga Deen, deutsche Jüdin, Holocaust-Opfer mit literarischem Nachlass
- 1943ː Mathilde Vollmoeller-Purrmann, deutsche Malerin
- 1946: Charlotte zu Schaumburg-Lippe, Mitglied des Hauses Schaumburg-Lippe und letzte Königin von Württemberg
- 1947: Victor Madsen, dänischer Geologe und Paläontologe
- 1948: Dominique Lamberjack, französischer Radsportler, Motorrad- und Automobilrennfahrer sowie Unternehmer
- 1950: Herman Felhoelter, US-amerikanischer Franziskanerpater
- 1950: Reinhold Wulle, deutscher Politiker und Publizist

#### 1951–2000

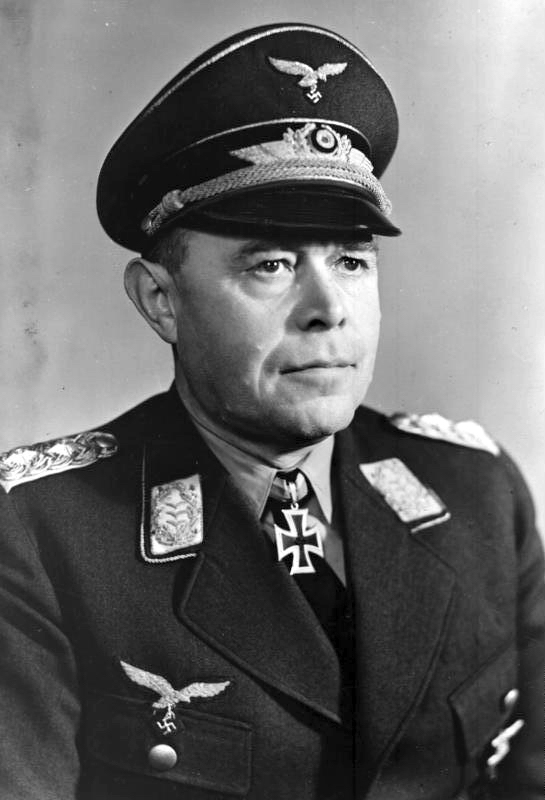
Albert Kesselring († 1960)

- 1951: Carsten Bruun, norwegischer Sportschütze
- 1953: Stanislav Ondříček, tschechischer Geiger und Musikpädagoge
- 1955: Harry Rosenswärd, schwedischer Segler
- 1956: Teresa Feodorowna Ries, österreichische Bildhauerin und Malerin
- 1957: Serge Chaloff, US-amerikanischer Jazz-Saxophonist
- 1958: Oskar Farner, Schweizer evangelischer Geistlicher und Zwingliforscher
- 1960: Albert Kesselring, deutscher Generalfeldmarschall, Kriegsverbrecher
- 1960: John Phillips Marquand, US-amerikanischer Schriftsteller

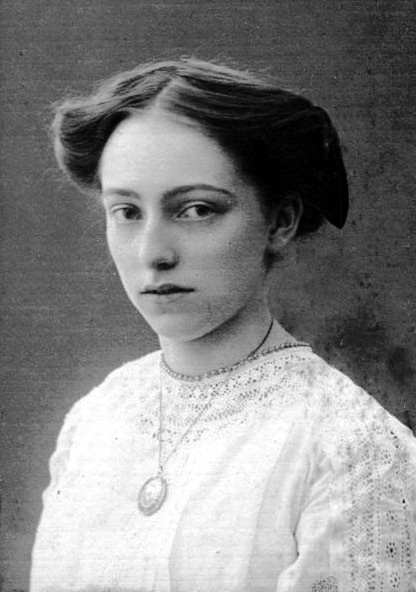
Lene Voigt († 1962)

- 1962: Lene Voigt, deutsche Schriftstellerin
- 1962: Theodor Litt, deutscher Pädagoge und Philosoph
- 1963: Nikolai Nikolajewitsch Assejew, russischer Dichter und Literaturkritiker
- 1965: Boris Artzybasheff, US-amerikanischer Illustrator

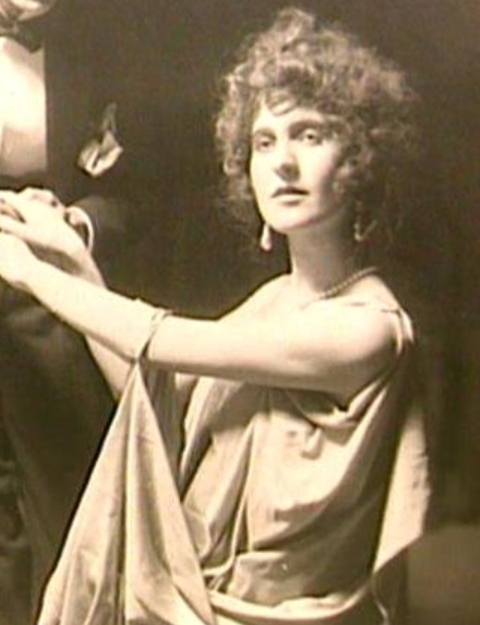
Gussy Holl († 1966)

- 1965: Filippo Caracciolo, italienischer Adeliger, Politiker, Antifaschist, Funktionär und Autor
- 1965: Heinz (Henry) Jolles, deutscher Pianist und Komponist
- 1966: Gussy Holl, deutsche Schauspielerin und Diseuse
- 1966: Karl Kahn, deutscher Politiker
- 1968: Gottfried Sälzler, deutscher Fußballspieler und Sportfunktionär
- 1968: Hu Xiansu, chinesischer Botaniker
- 1969: Max Gablonsky, deutscher Fußballspieler und Leichtathlet
- 1969: James Scott Douglas, britischer Automobilrennfahrer
- 1970: Hector Gratton, kanadischer Komponist, Arrangeur, Dirigent und Musikpädagoge
- 1974: Sándor Szathmári, ungarischer Esperantoschriftsteller
- 1976: Nikolos Muschelischwili, georgischer Mathematiker
- 1978: Howard Estabrook, US-amerikanischer Drehbuchautor
- 1979: Georg Paucker, deutscher Kurzschrifttheoretiker und -praktiker
- 1979: James Francis McIntyre, US-amerikanischer Erzbischof von Los Angeles und Kardinal

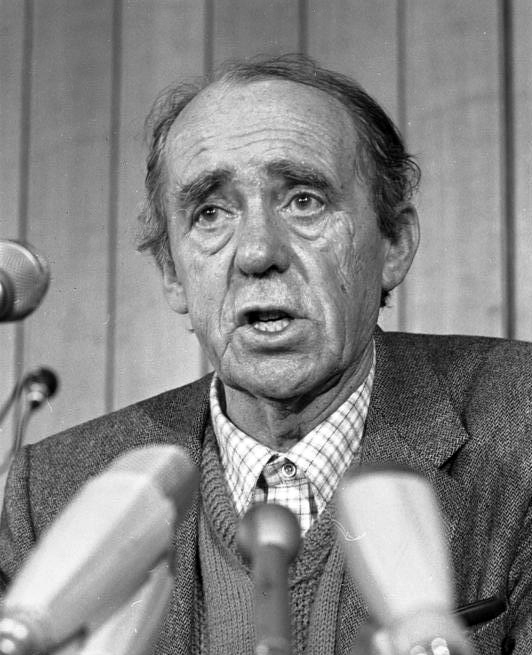
Heinrich Böll († 1985)

- 1979: Herbert Weymar, deutscher Ingenieurkartograph und Amateurbotaniker
- 1980: Friedrich Behrens, deutscher Wirtschaftswissenschaftler
- 1980: William Chalmers, schottischer Fußballspieler und -trainer
- 1981: Harry Chapin, US-amerikanischer Sänger und Songschreiber
- 1981: Alexander Grundner-Culemann, deutscher Forstmann und Politiker
- 1982: Charles Robberts Swart, südafrikanischer Politiker
- 1982: Patrick Dewaere, französischer Schauspieler
- 1984: Camille Bernard, kanadische Sängerin, Lehrerin und Schauspielerin
- 1985: Heinrich Böll, deutscher Schriftsteller und Übersetzer, Nobelpreisträger
- 1987: Jean-Marc Chappuis, Schweizer evangelischer Theologe und Hochschullehrer
- 1988: Gustave Abel, österreichischer Höhlenforscher
- 1988: Herbert Lawrence Anderson, US-amerikanischer Kernphysiker

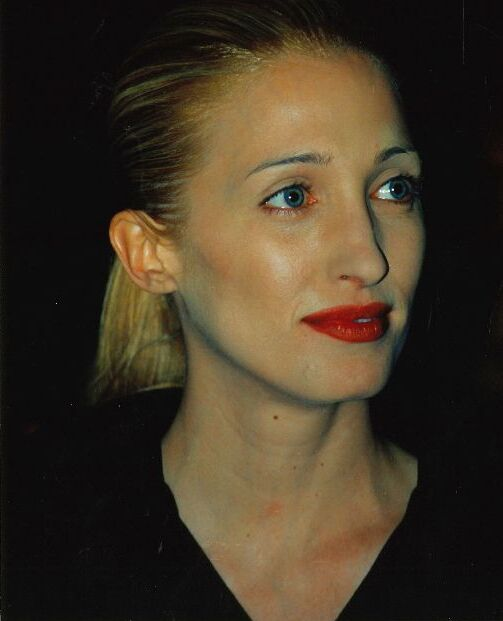
Carolyn Bessette-Kennedy († 1999)

- 1988: Hugh Eaton, britischer Automobilrennfahrer
- 1989: Herbert von Karajan, österreichischer Dirigent
- 1990: Miguel Muñoz, spanischer Fußballspieler und Trainer
- 1991: Robert Motherwell, US-amerikanischer Maler
- 1993: Gretel Adorno, deutsche Chemikerin und Unternehmerin
- 1994: Julian Seymour Schwinger, US-amerikanischer Physiker, Nobelpreisträger
- 1995: Stephen Spender, britischer Schriftsteller
- 1996: Adolf von Thadden, deutscher Politiker
- 1997: Dora Maar, französische Fotografin und Malerin
- 1998: Fred Wacker, US-amerikanischer Automobilrennfahrer
- 1999: John F. Kennedy jr., US-amerikanischer Jurist und Verleger, Sohn von John F. Kennedy
- 1999: Carolyn Bessette-Kennedy, US-amerikanische Presseagentin, Ehefrau von John F. Kennedy jr.

### 21. Jahrhundert
- 2001: Morris, belgischer Comiczeichner und -autor (Lucky Luke)
- 2001: Pierre Pidoux, Schweizer evangelischer Kirchenmusiker und Musikwissenschaftler

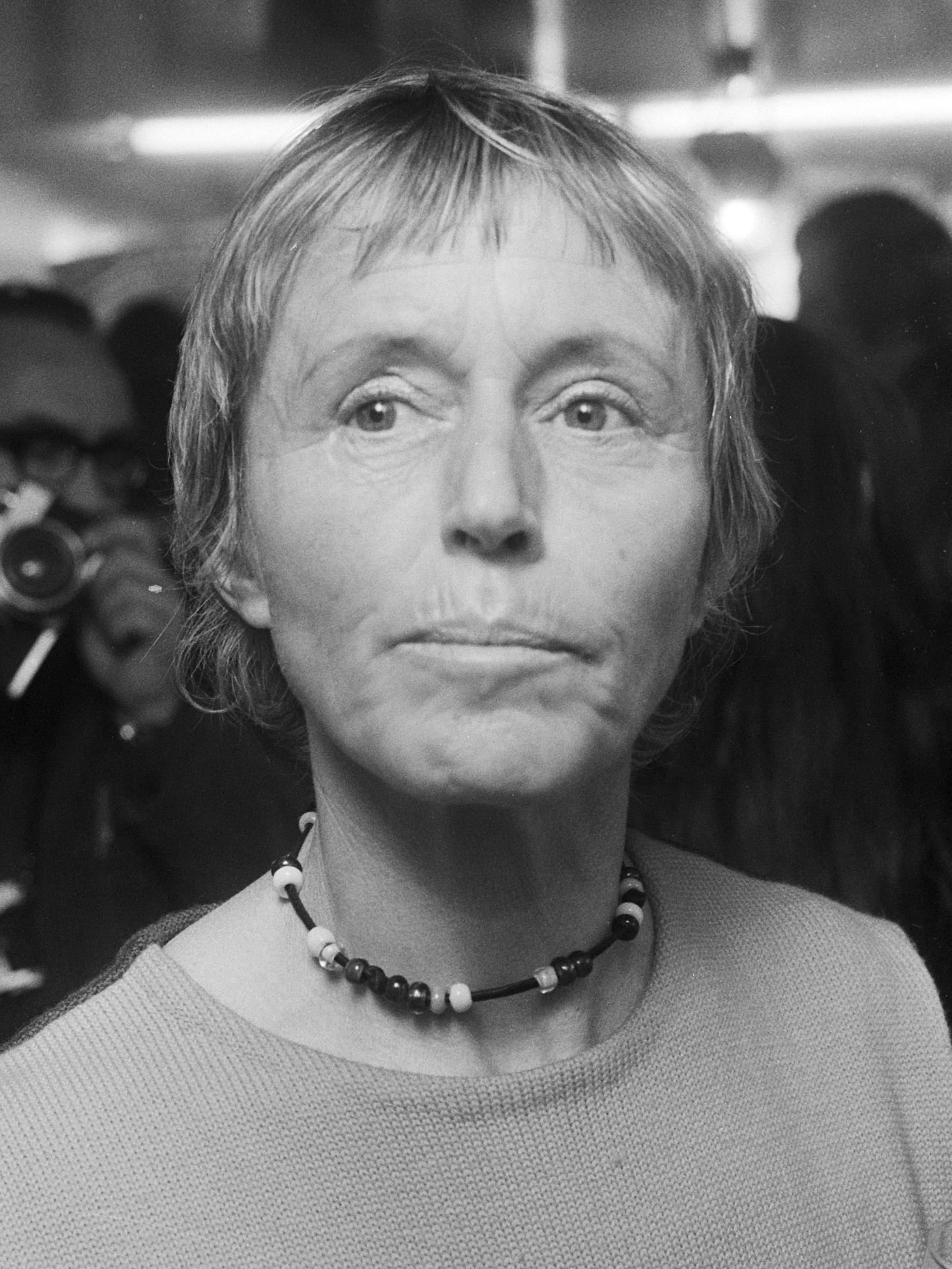
Beate Uhse († 2001)

- 2001: Beate Uhse, deutsche Pilotin und Unternehmerin
- 2002: John Cocke, US-amerikanischer Informatiker
- 2003ː Celia Cruz, kubanische Salsa-Sängerin und Schauspielerin
- 2003: Carol Shields, kanadische Schriftstellerin
- 2004: Billy Mo, deutscher Jazz-Trompeter und Schlagersänger
- 2004: Alois Niederalt, deutscher Verwaltungsjurist und Politiker, MdB, Bundesminister
- 2005: Camillo Felgen, Luxemburger Sänger, Liedtexter, Radio- und Fernsehmoderator
- 2005ː Margret Thomann-Hegner, deutsche Malerin und Graphikerin
- 2005: Dieter Wellershoff, deutscher Admiral, Generalinspekteur der Bundeswehr
- 2006: Daniel Francis Annan, ghanaischer Jurist und Politiker
- 2006: Ossi Reichert, deutsche Skirennläuferin
- 2007: Ilona Riedel-Spangenberger, deutsche Theologin und Kirchenrechtlerin
- 2007: Alan Shepherd, britischer Motorradrennfahrer
- 2008: Ernst Solèr, Schweizer Schriftsteller
- 2008: Jo Stafford, US-amerikanische Sängerin
- 2009: Max Meid, deutscher Architekt
- 2011: Forrest Blue, US-amerikanischer American-Football-Spieler
- 2012: Jon Lord, britischer Musiker
- 2012: Thea Oljelund, schwedische Kinderbuchautorin

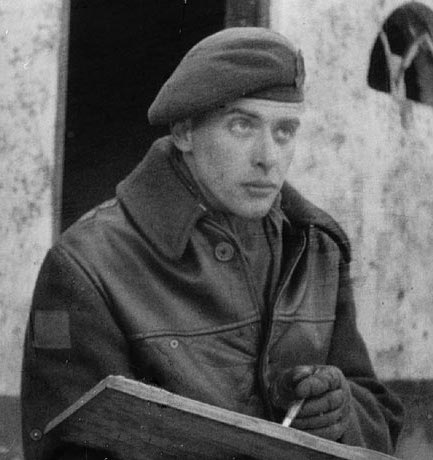
Alex Colville († 2013)

- 2013: Alex Colville, kanadischer Maler
- 2013: Torbjørn Falkanger, norwegischer Skispringer
- 2014: Karl Albrecht, deutscher Unternehmer, reichster Mann Deutschlands
- 2014: Szymon Szurmiej, polnischer Schauspieler, Regisseur und Theaterleiter
- 2014: Manfred Wekwerth, deutscher Theaterregisseur und -intendant
- 2014: Johnny Winter, US-amerikanischer Bluesmusiker
- 2015: Alcides Ghiggia, uruguayisch-italienischer Fußballspieler
- 2015: Jack Goody, britischer Ethnologe, Anthropologe und Medientheoretiker
- 2016ː Gertrud Diepolder, deutsche Historikerin und Redakteurin
- 2016: Wadim Jewgenjewitsch Gippenreiter, russischer Natur- und Landschaftsfotograf
- 2016: Hans-Peter Stopper, deutscher Fußballspieler
- 2016: Alan Vega, US-amerikanischer Musiker
- 2017: George A. Romero, US-amerikanischer Filmregisseur
- 2017: Wilfried, österreichischer Sänger, Songwriter und Schauspieler
- 2018: Ursula Kurz, deutsche Lyrikerin
- 2018: Christian Menn, Schweizer Bauingenieur
- 2019: Johnny Clegg, britisch-südafrikanischer Gitarrist, Sänger, Tänzer und Komponist
- 2019: Erhard Richter, deutscher Heimatforscher
- 2020: Johannes Siebner, deutscher Jesuit
- 2020: Delphine Zanga Tsogo, kamerunische Autorin und Politikerin
- 2021ː Monika Krauße-Anderson, deutsche Filmregisseurin und Architektin
- 2022: Igor Malinowski, russischer Biathlet
- 2022: Josefine Ollmann, deutsche Altersrekordlerin
- 2024ː Bernice Johnson Reagon, US-amerikanische Sängerin
- 2024ː Melissa Militano, US-amerikanische Eiskunstläuferin
- 2025: Connie Francis, US-amerikanische Pop- und Schlagersängerin

## Feier- und Gedenktage
- Kirchliche Gedenktage
  - Anne Askew, englische Märtyrerin (evangelisch)
  - Rut, moabitische Ahnfrau (evangelisch: LCMS)
  - Heilige Reineldis, fränkische Einsiedlerin und Nonne (katholisch)
  - Unsere Liebe Frau auf dem Berge Karmel (katholisch)

- Namenstage
  - Carmen, Irmgard